# A lovak evolúciója
A lovak evolúciója az a folyamat, melynek során a Hyracotherium-szerű, róka nagyságú, erdőlakó ősállatokból kialakult mai háziállatunk, a ló. A paleozoológusoknak sikerült összeállítani a lovak családfájának majdnem teljes képét.
A lovak a páratlanujjú patások (Perissodactyla) rendjéhez tartoznak. Minden lófélének egyetlen ujjban (egy patában) végződik a lába, felső ajkaik mozgékonyak, és fogazatuk hasonló. Ezek a jellemzők arra utalnak, hogy közös ősük van a tapírfélékkel és az orrszarvúfélékkel. Az első páratlanujjú patások a késő paleocénben jelentek meg, 10 millió évvel a kréta–tercier kihalási esemény után. Ezek az állatok a trópusi erdők lakói voltak. A tapírok és egyes orrszarvúk ma is ezt a helyet kedvelik, míg a lovak kivándoroltak a hűvösebb éghajlatú, száraz sztyeppékre. Egyes Equus-fajok e két hely közti térséget választották élőhelyül.
A lovak legősibb rokonainak több, szétálló lábujjuk volt, ezek segítették őket az erdők puha talaján való járásban. Amikor a lófélék a levélfogyasztásról áttértek a legelésre, a fogazatuk átalakult, alkalmazkodott az új táplálkozási módhoz. A fogak nagyobbak és erősebbek lettek. A lovak kivonulását az erdőből a sztyeppék terjeszkedése is elősegítette. Mivel a sztyeppén nem volt búvóhely, az állatoknak hosszabb és gyorsabb lábaik alakultak ki, hogy elmenekülhessenek a ragadozók elől. Hogy futásuk gyorsabb legyen, a lovaknak idővel visszafejlődtek a lábujjaik, a harmadikon kívül; ez a lábujj látható a mai lónál is, ennek végén pedig a módosult köröm, a pata.

## Tanulmányozásuk története
Amikor a spanyol konkvisztádorok Amerikába érkeztek, nem éltek lovak a kontinensen, 1493-ban ők vitték be Európából az újonnan felfedezett földre. Az elszabadult állatok hamar nagy méneseket alkottak. A korai természettudós, Georges-Louis Leclerc de Buffon, az 1760-as években arra a következtetésre jutott, hogy az újvilági állatok alsóbbrendűek, mint az európaiak, de aztán ezt a megjegyzését visszavonta. 1807-ben, William Clark a Big Bone Licknél tett felfedezőútja során ló lábszár és lábfej csontokat talált. Ezeket a maradványokat elküldte Thomas Jeffersonnak, aki Caspar Wistar anatómussal tanulmányozta őket, de egyik sem jött rá a valódi értékükre.
Charles Darwin a Beagle-on való utazása során, fontos fosszilis felfedezéseket tett Patagóniában. 1833. október 10-én, az argentínai Santa Fénél igen meglepődött, amikor egy lófogat talált ugyanabban a rétegben, amelyben az óriás armadillók (Glyptodon) voltak. Akkor úgy vélte, hogy a lófog egy felsőbb rétegből mosódott ide, később azonban ezt a feltevését már nem találta valószínűnek. 1836-ban, az expedíció végeztével elvitte a fogat Richard Owennek, egy korabeli őslénykutatónak, aki megállapította, hogy a fog egy kihalt lóhoz tartozik, aminek az Equus curvidens nevet adta és megjegyezte: „Az a tény, hogy egy nem, amely egyszer már kihalt, de aztán újra megjelent a Kontinensen, vagyis Dél-Amerikában, nem is a legcsekélyebb felfedezése Darwin úrnak az őslénykutatási felfedezései során.”.
1848-ban, Joseph Leidy „On the fossil horses of America” című művében alaposan tanulmányozta a pleisztocén korból való lómaradványokat, köztük a Természettudományi Akadémián (Academy of Natural Sciences) levőket is, és arra a következtetésre jutott, hogy legalább két észak-amerikai őslófaj létezett: az egyik az Equus curvidens, a másik az Equus americanus. Tíz évvel később kiderült, hogy a második név már foglalt, ezért átnevezte Equus complicatusnak. Az átnevezés évében, elutazott Európába, ahol Owen bemutatta Darwinnak.

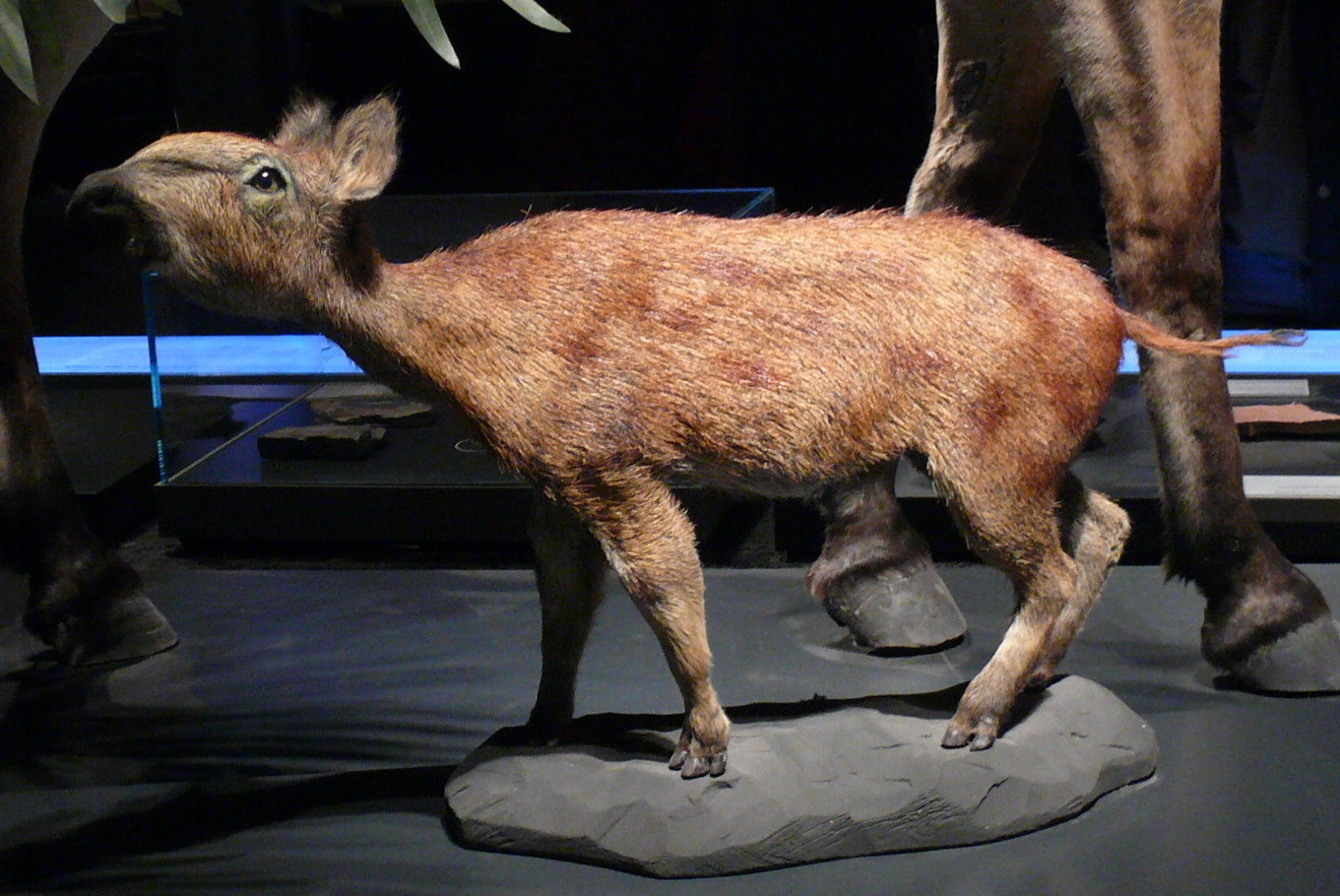
Az Eurohippus parvulus, rekonstrukciója a Museum für Naturkunde Berlinben

A ló első evolúciós családfáját Othniel Charles Marsh állította össze, az 1870-es években. Ennek megalkotásához az észak-amerikai felfedezésekből indult ki. A Hyracotheriumtól a mai lóig vezető utat Thomas Henry Huxley népszerűsítette, és manapság ez a legismertebb példa, amely bemutatja az evolúciót. Ez a kép majdnem minden biológiáról szóló könyvben megtalálható. A New York-i Amerikai Természetrajzi Múzeum (American Museum of Natural History) létrehozott egy kiállítást, amely ezeket az átmeneti maradványokat mutatta be.
Amióta Huxley megalkotta a lovak családfáját, a felfedezett ősló-fajoknak a száma megnőtt, és már nem olyan egyszerű „egyenes vonalba” helyezni őket, sőt evolúciójuk komplex és sokágú. Az egyenes vonalat, miszerint a Hyracotheriumból fejlődött ki a mai ló, továbbá, hogy mindegyik ősló az előbbiből evoluált, elvetették, és kicserélték egy valódi családfára hasonlító ábrával, amelyben a mai ló kifejlődésének története csak egy ág a „nagy képben”. 1951-ben George Gaylord Simpson állította először azt, hogy a modern ló itt az Equus nem a lovak családfájának a „remekműve”, hanem csak az egyetlen túlélője.
A maradványokról szóló újabb és pontosabb adatok arról tanúskodnak, hogy a fajok közti átmenet nem volt olyan egyszerű, mint ahogyan valamikor gondolták, sőt sok átmeneti faj még felfedezésre vár. Vannak azonban olyan maradványok is, amelyek egyenes átmenetet mutatnak, ilyen a Dinohippus és az Equus, valamint az Epihippus és a Mesohippus közti átmenetek, amelyek hirtelen, csak néhány millió év során zajlottak le. Az anagenezis (egy állomány genetikai megváltozása) és a kladogenezis (egy állomány két ágra való válása) is megtörtént a lovak evolúciója során, ami azt jelenti, hogy sokszor az új fajok kortársak voltak az ősökkel. A lófélék megjelenése sem volt „egyenes” a Hyracotheriumtól a mai lóig: a fejlődés iránya, tendenciái sokszor változtak, sőt néha méretük is kisebb lett. Ezek a jellegek azonban csak alapos tanulmányozás során vehetők észre.

## Idővonal

### Eocén és oligocén: az első lófélék

#### Hyracotherium

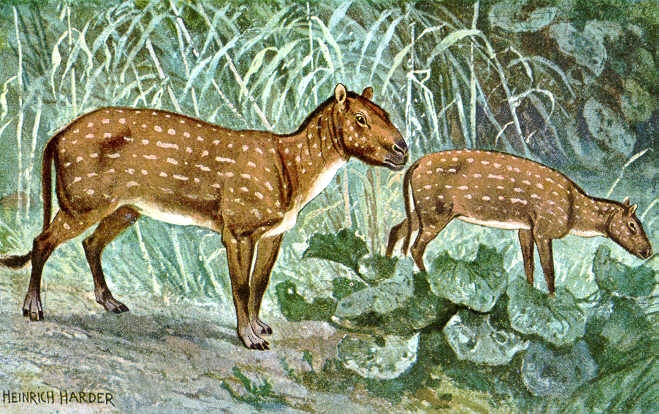
Hyracotherium

Az első állat, amely lószerű vonásokat viselt, az a Hyracotherium. Az első Hyracotherium-kövületekre 1839-ben bukkantak az angliai Kent grófságban. Sir Richard Owen angol tudós úgy találta, hogy a lelet a nyúl és a szirtiborzfélék keresztezésére hasonlít, ezért nevezte el Hyracotherium leporinumnak, vagyis „nyúlszerű szirti borz-féle állatnak”. Abból indult ki, hogy a Hyracotherium a disznókkal áll rokonságban. Az állat későbbi neve Eohippus, amely „hajnalpír lovat” jelent, mivel a legősibb képviselőjének tartják ezt az állatot, de azért mégis az első név a hivatalos, habár a második a népszerűbb.
Az állat az Ypresi (kora eocén) korszakban élt, mintegy 52 millió évvel ezelőtt. Körülbelül rókanagyságú volt, marmagassága elérte 25–45 centimétert. Pofája és nyaka rövid, a hátgerince hajlékony és íjszerűen ruganyos volt. A Hyracotheriumnak 44 foga volt; fogainak elhelyezkedése egy tipikus levélevőére hasonlít: minden állkapocs negyedben három metszőfog, egy szemfog, négy kisőrlő és három nagyőrlő ült. Az őrlőfogai egyenlőtlenek, tompák és kopottak voltak, ami arra utal, hogy elsősorban levelekkel táplálkozott. A fogak élei alacsony koronát alkottak. A Hyracotherium levelekkel és gyümölcsökkel táplálkozhatott, ezeket az aljnövényzetben kereste meg, éppen úgy mint egy mai muntyákszarvas. Az állat kis méretű aggyal rendelkezett, melyben az előagy igen kicsi volt.

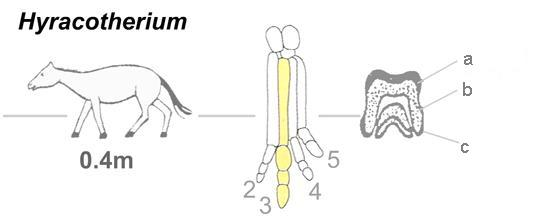
A Hyracotherium, bal mellső lába (a harmadik kézközépcsont sárga színű) és a fog (a fogzománc; b dentin; c fogcement részletes ábrázolása

Lábai a testéhez képest megfelelő hosszúságúak voltak, melyek arra utalnak, hogy alkalmasak voltak futásra. Az állatnak, eltérően kései utódaitól, még nem voltak összeforrva a lábcsontjai, ami nagy rugalmasságot és forgóképességet biztosított. Csuklói és bokái érték a földet. A mellső lábakon öt ujj ült, ezekből négy kis pataszerű képződményben végződött; a nagy ötödik „lábujj” nem érte a földet. A hátsó lábakon csak három ujj végződött patában, az első és az ötödik ujj nem érték a talajt. A lábfej alsó részén talppárnák voltak, mint a mai kutyának, de eltérően ettől, a Hyracotheriumnak nem karmokban, hanem pataféleségekben végződtek az ujjai.

#### Orohippus

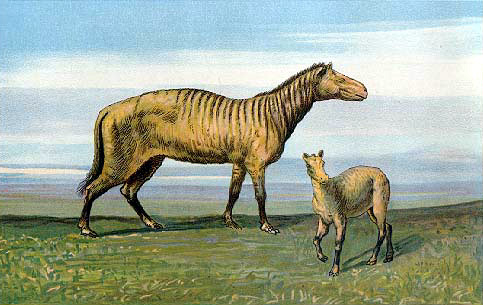
Orohippus

Az Orohippus lassan, körülbelül 50 millió évvel ezelőtt, a közép eocén korszakban fejlődött ki a Hyracotheriumból. Habár neve „hegyi lovat” jelent, az Orohippus nem volt valódi ló és nem élt a hegyvidékeken. Hasonlított a Hyracotheriumra, de teste karcsúbb volt. Hosszú pofája, karcsú mellső lábai és hosszú hátsó lábai arra hagynak következtetni, hogy az állat jó ugró volt. Bár ez az állat is többujjú volt, a Hyracotheriummal szemben elvesztett néhány ujjat; a mellső lábakon négy, a hátsókon három ujj ült.
A legnagyobb eltérés a két állat között a fogazatban mutatkozott: az első kisőrlő lekicsinyült, az utolsó kisőrlő hátrább került és átalakult nagyőrlővé, és az élek jobban kiemelkedtek. Mindkét változás segített az Orohippusnak a rágásban. Ez a változás arra utal, hogy az állat kemény, rágós növények fogyasztására tért át.
Az Orohippus elterjedési területe a mai Wyoming és Oregon államok voltak.

#### Epihippus

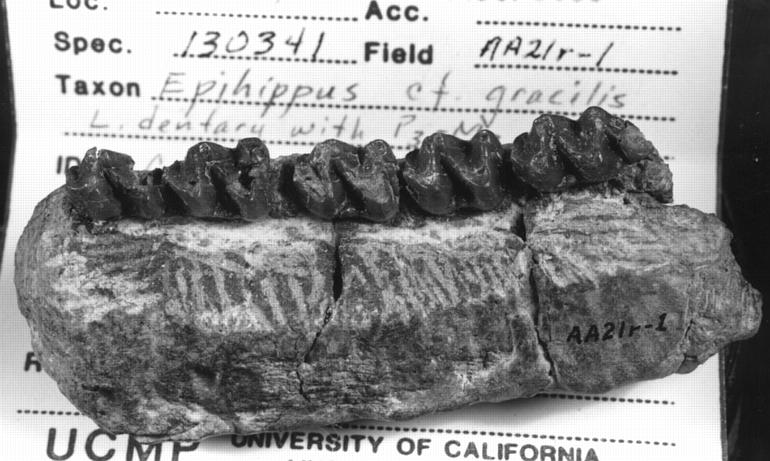
Az Epihippus gracilis alsó állkapcsa fogakkal

Az eocén középső részén, körülbelül 47 millió évvel ezelőtt az észak-amerikai kontinensen, az Epihippus-nem az Orohippusból evoluált. Nála folytatódott a fogazat fejlődése. Az Epihippusnak öt nagyőrlőfoga volt, alacsony koronájú, jól látszó élekkel. Egy későbbi Epihippus fajnak, melynek néha a Duchesnehippus intermedius nevet adják, olyan fogai voltak, mint az oligocén kori lóféléknek, habár nem voltak annyira fejlettek. Még vitatott, hogy ha a Duchesnehippus az Epihippusnak az alneme, vagy egy külön álló nem.

#### Mesohippus

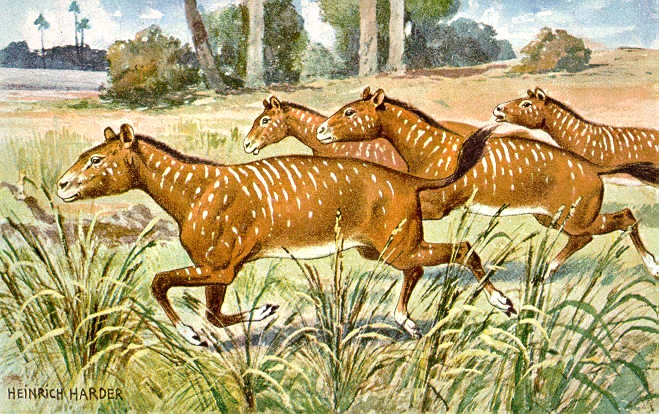
Mesohippus

Az eocén végén és az oligocén elején elkezdődött az a szárazabb időjárás, amely elősegítette a füves sztyeppék terjedését és az erdők visszavonulását. Az új, nyílt terepek alkalmat adtak olyan állatok kifejlődésére, amelyek a lábukra hagyatkoztak a ragadozók előli meneküléskor. Így a lófélék is kihasználták ezt az új lehetőséget, és a füves sztyeppékre húzódtak. A késő eocénben a lóféléknek erősebb fogaik lettek, hogy képesek legyenek a száraz füvet rágni. Testméretük nagyobb lett, lábaik hosszabbak, így könnyebben elfuthattak a ragadozók elől. Körülbelül 40 millió évvel ezelőtt megjelent a Mesohippus-nem („középső ló”); két korai faja a Mesohippus celer és a Mesohippus westoni.
Az oligocén elején a Mesohippus volt az egyik legelterjedtebb emlős Észak-Amerikában. Mind a négy lábán három járóujj ült; az első és az ötödik ujj úgy elcsökevényesedett, hogy a járásban már nem játszott többé szerepet. A harmadik ujj nagyobb volt, mint a többi, és az állat testsúlyának nagy része erre nehezedett. A mellső lábak negyedik ujjai is elcsökevényesedtek a nem utóbbi fajainál. A hosszú és karcsú lábakból következtetve a Mesohippus gyors állat lehetett.
A Mesohippus nagyobb volt az Epihippusnál, marmagassága elérte a 61 centimétert. Hátgerince nem volt annyira hajlott, pofája, ajkai és nyaka hosszabbak voltak, agya is nagyobb volt. A koponyán egy kis mélységű koponyanyílás helyezkedett el, amely a mai lónál jóval nagyobb. Ez a koponyanyílás segíti a kutatókat abban, hogy megállapítsák, melyik az ősló és melyik a más rendhez tartozó állat. A Mesohippusnak hat nagyőrlőfoga volt, ezek előtt egy kisőrlő ült – ez a jellemző a mai lóféléknél is megtalálható. Az állat megtartotta az Epihippus éles fogkoronáit, amely nagy segítségére volt, amikor a száraz növényzetet rágta.
A Mesohippus maradványait az Amerikai Egyesült Államokbeli Coloradóban, Nebraskában, Dél- és Észak-Dakotában és a szomszéd országban, Kanadában találták meg.

#### Miohippus

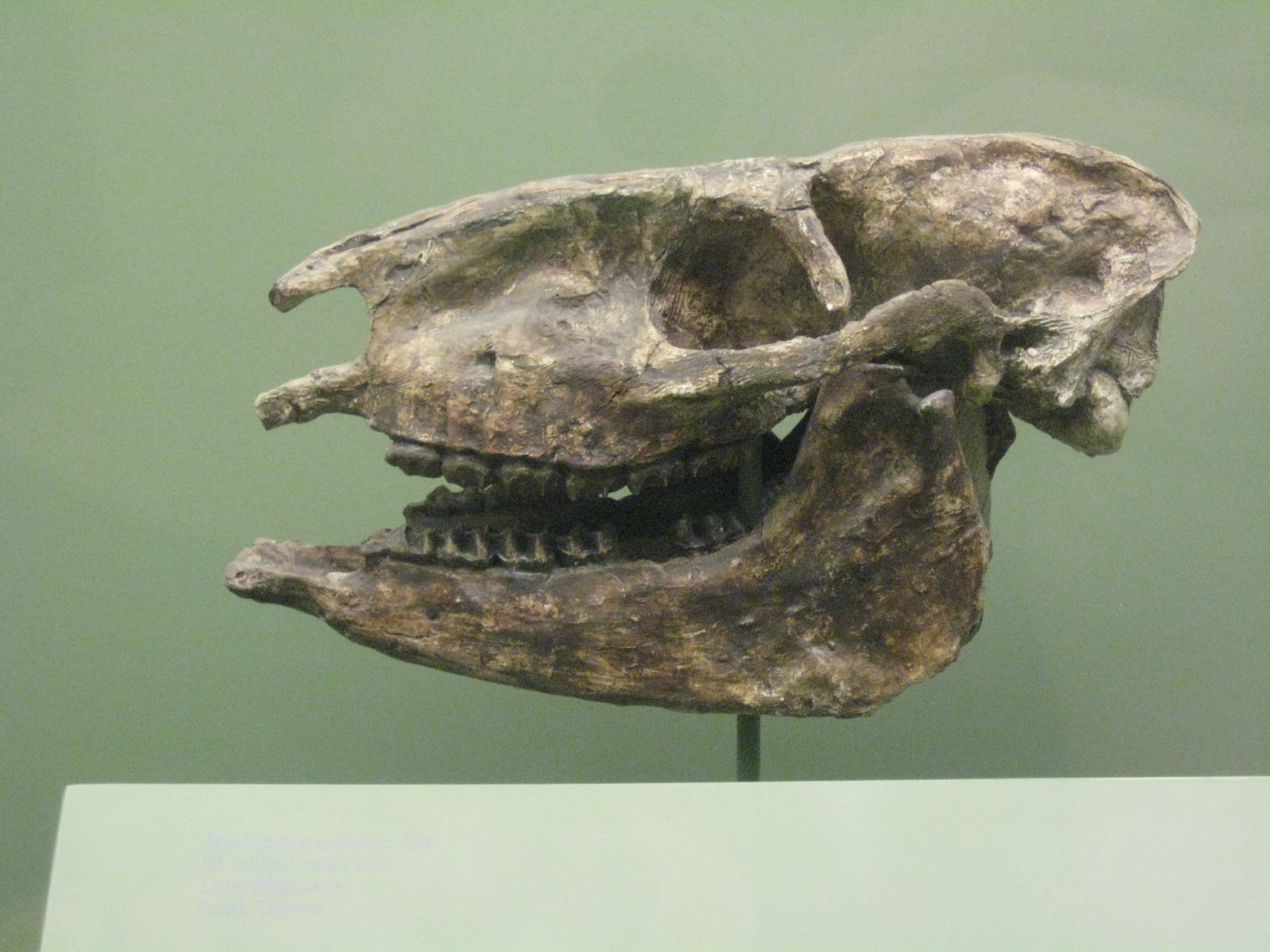
Miohippus koponya

Körülbelül 36 millió évvel ezelőtt, nem sokkal a Mesohippus megjelenése után, kifejlődött a Miohippus („kisebb ló”). A nem első faja a Miohippus assiniboiensis. Mint a Mesohippus, a Miohippus is hirtelen jelent meg, így kevés átmeneti kövület létezik a két nem között. Valamikor azt hitték, hogy a Mesohippus az anagenezis révén lett Miohippus, de később rájöttek, hogy a Miohippus evolúciója kladogenezises folyamat volt: egy Miohippus állomány levált a Mesohippus nemből, 4 millió évig kortársak voltak, aztán lassan átvette ősének a helyét.
A Miohippus jóval nagyobb volt, mint az ősei, a bokaízületei megváltoztak. A koponyanyílása is megnőtt és mélyült, a felső állkapocs nagyőrlőin több változó él jelent meg. Ezt a jellemzőt továbbadta utódainak is.
A Miohippus fontos szerepet játszott a lovak evolúciójában. A Mesohippus kihalt az oligocén középső részén, de a Miohippus tovább élt a miocén kezdetéig, amikor elkezdett tovább fejlődni és több fajjá alakulni. Az új fajok két főbb csoportot alkottak, az első csoport visszatért az erdőkbe, míg a második csoport a sztyeppéken maradt.
A nembe tartozó állatok elterjedési területe magába foglalta a Nagy-Prériket (Great Plains), az USA nyugati felét és Florida egyes részeit.

### Miocén és pliocén: a valódi lófélék

#### Kalobatippus

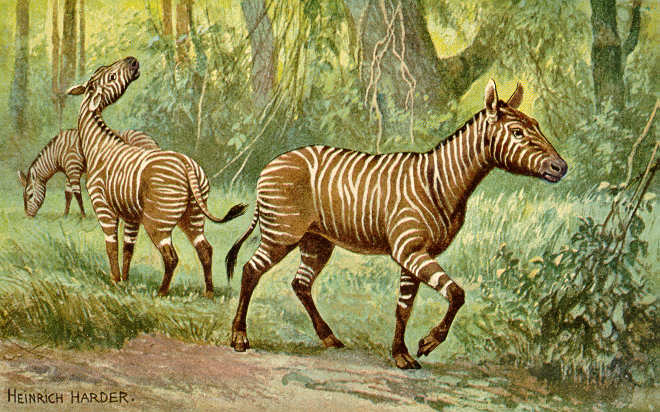
Hypohippus

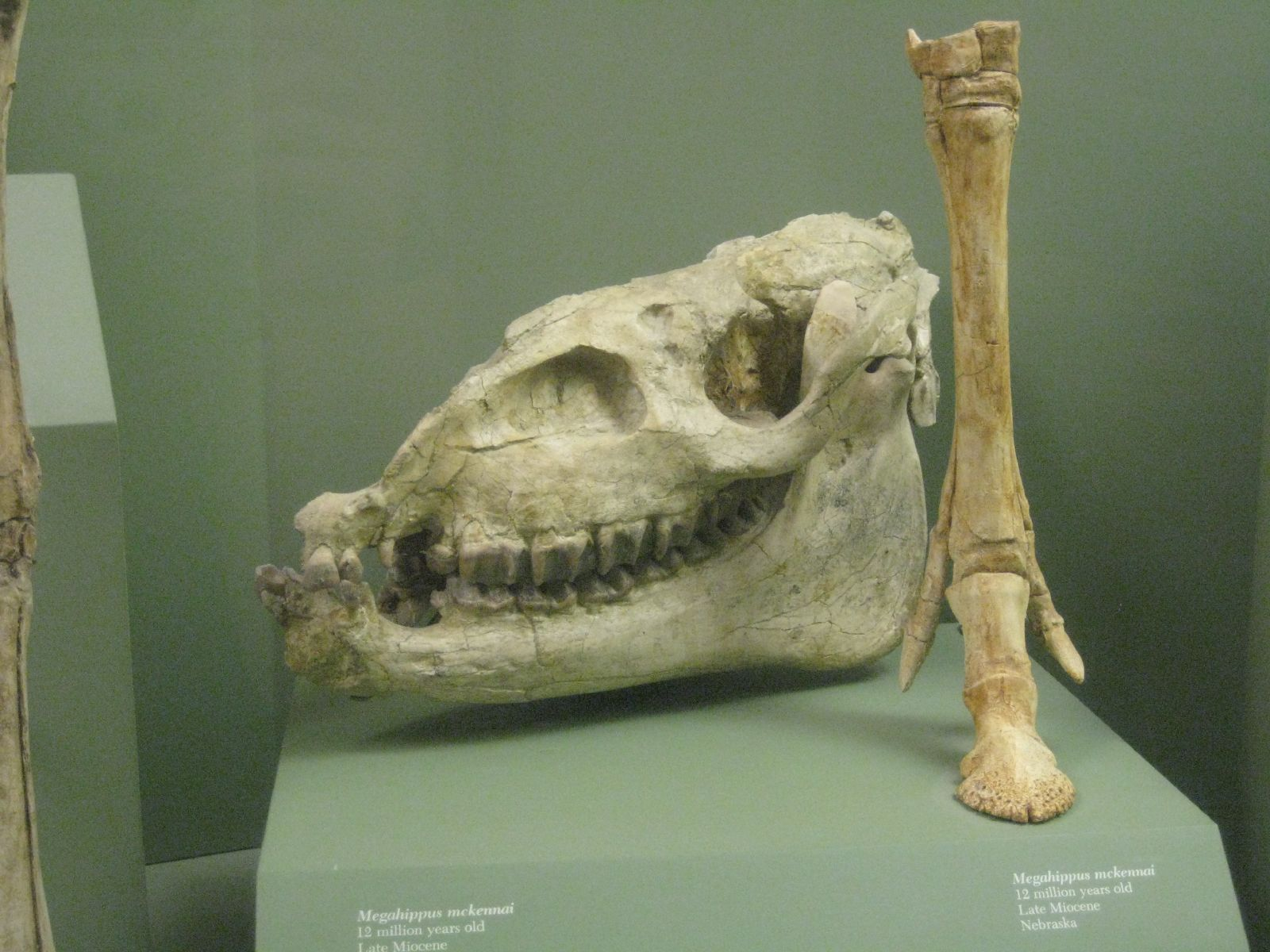
A Megahippus mckennai maradványa

A Kalobatippus (vagy Miohippus intermedius; még vitatott, hogy külön nemet alkotott-e vagy a Miohippusnak része), az erdőlakó csoporthoz tartozik. Második és negyedik ujjai újból megnyúltak, hogy a puha erdőtalajon jól közlekedhessen. A Kalobatippus az USA nyugati részén (Nebraska, Wyoming, Oregon) élt. Lehet, hogy az Anchitherium a Kalobatippusból fejlődött ki; ez az állat a Bering-földhídon keresztül eljutott Észak-Amerikából Ázsiába és onnan Európába. Mindkét világban (Újvilág, Óvilág) az Anchitheriumból nagy testű nemek fejlődtek ki, ilyenek a Sinohippus Eurázsiában és a Hypohippus és a Megahippus Észak-Amerikában. A Hypohippus a pliocén elején halt ki.

#### Parahippus
A Miohippusok, amelyek a sztyeppéken maradtak, ősei a Parahippusnak. Ez egy észak-amerikai póni méretű lóféle volt, amelynek koponyája nyújtott volt és pofája hasonlított a mai lovakéra. A harmadik ujja nagyobb és erősebb volt, testsúlyának nagy részét ez hordozta. A négy kisőrlőfoga hasonlított a nagyőrlőkhöz. Az elődeihez hasonlóan a Parahippus metszőfogain is fogkorona ült; a felső metszőfogak alján kis bemélyedések voltak.
A Parahippus maradványait a Nagy-Prérin és Florida területén fedezték fel.

#### Merychippus

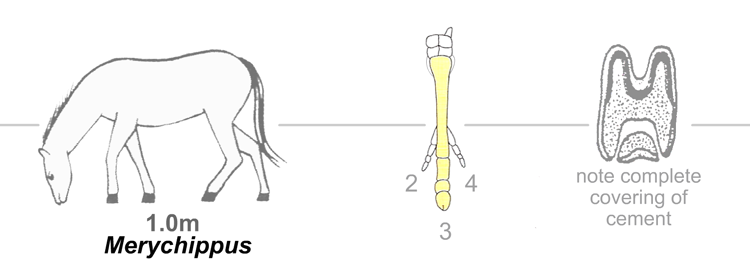
A Merychippus egy valódi legelő és futó volt

A Merychippus a miocén kor közepén élte virágkorát. Legelő és futó típusú állat volt. Az állatnak, ellentétben az őseivel, szélesebbek voltak a nagyőrlőfogai, ezek alkalmasak voltak a száraz, kemény füvek rágására; innen a legelőtípus. A hátsó lábakon, amelyek eléggé rövidek voltak az elődökhöz képest, több ujj ült, ezek pataszerű képződményekben végződtek; a szélső ujjak csak futáskor érték a földet. A Merychippus-nem legalább 19 sztyeppei fajból állt.
A nembe tartozó állatok maradványait számos amerikai egyesült államokbeli helyen meg lehet találni.

#### Hipparion

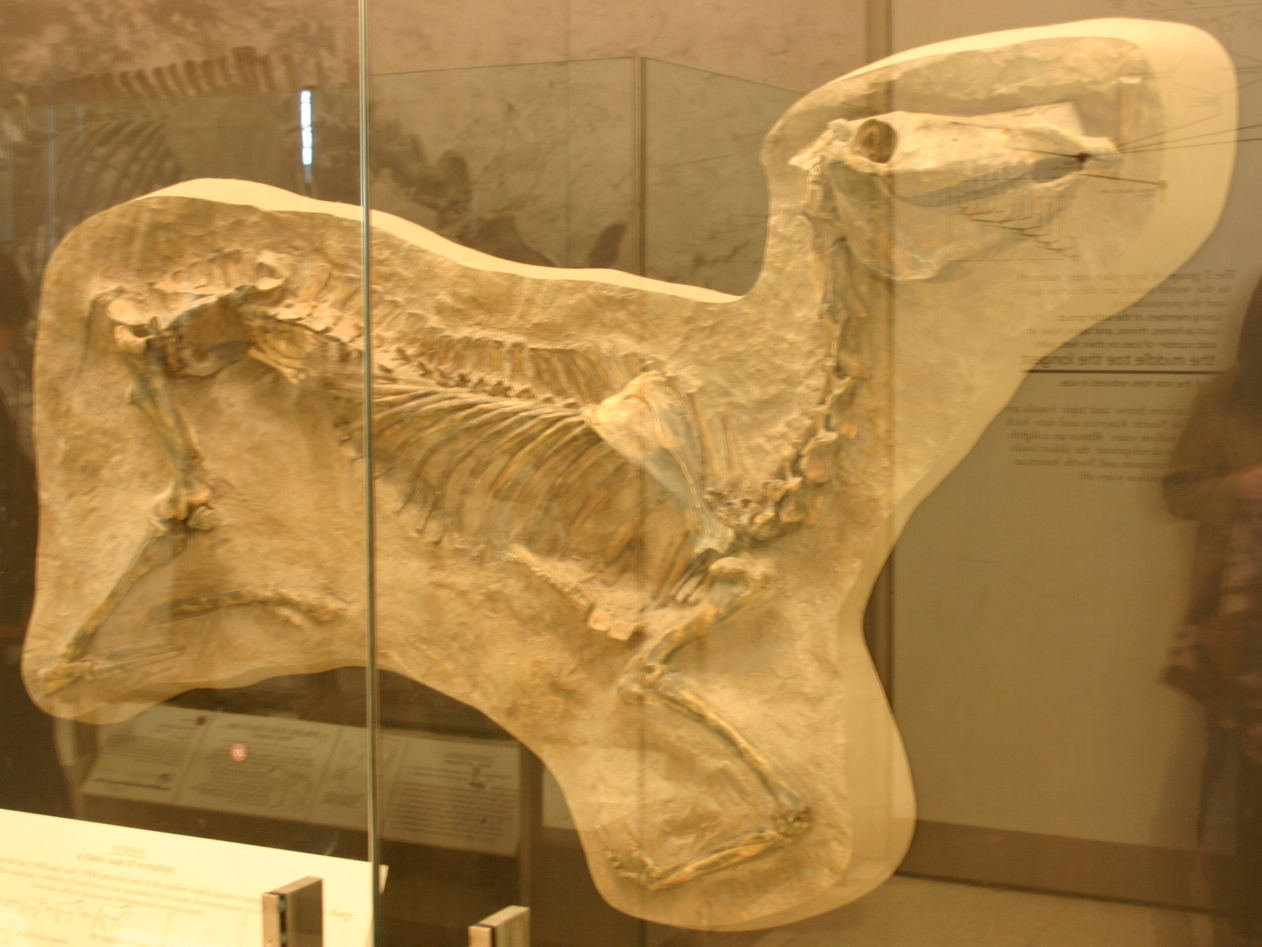
Protohippus simus

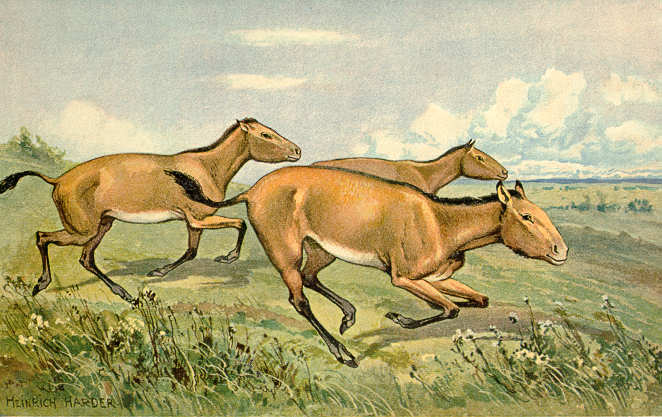
Hipparion

Úgy tartják, hogy a Merychippus genus legalább négy nem 19 fajának őse, köztük a Hipparion, a Protohippus és a Pliohippus. Aztán ezekből fejlődtek ki a későbbi lófélék. A Merychippustól a legeltérőbb a Hipparion volt. A legnagyobb eltérést a fogzománc képezte: eltérően a többi lófélével, a fog nyelv felőli részén egy teljesen elkülönült „fal” helyezkedett el. Az Észak-Amerikában talált teljes és jól megmaradt csontváz azt mutatja, hogy az állat mérete egy kisebb póniéval egyezett meg. A Hipparionok karcsúak, inkább antilopszerűek voltak, és jól alkalmazkodtak a száraz prérin levő élethez. Vékony lábukon három ujj ült, ezek patákban végződtek, de csak a középső érte a földet.
Észak-Amerikában a Hipparionból és rokonaiból (Cormohipparion, Nannippus, Neohipparion és Pseudhipparion) sok más lóféle fejlődött ki, és legalább egy ezek közül átvándorolt Eurázsiába a miocén kor idején. Az európai hipparionok abban különböznek az észak-amerikai fajoktól, hogy kisebb a testük. A legismertebb európai Hippariont Athén közelében találták meg.

#### Pliohippus

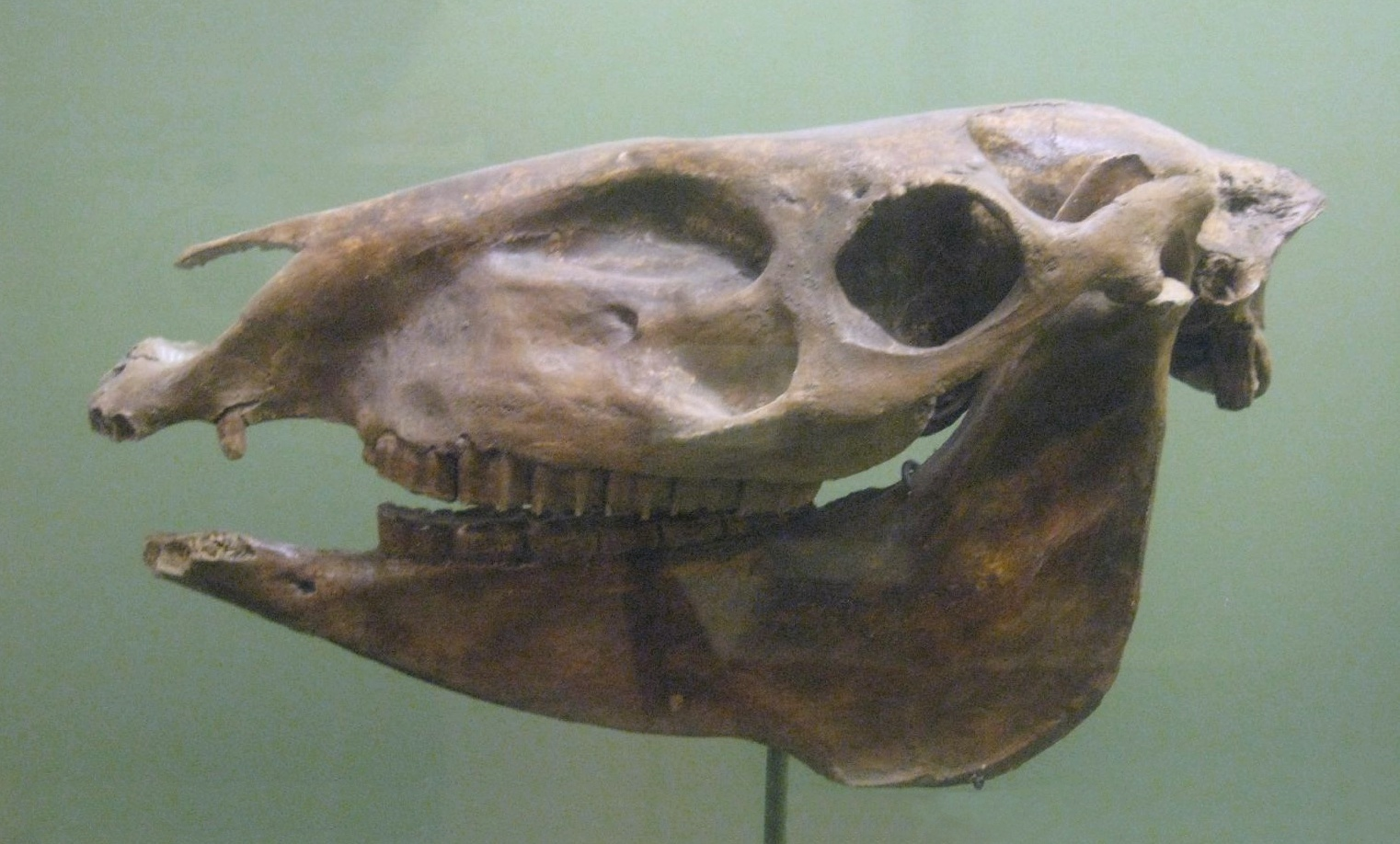
Pliohippus pernix

A Pliohippus a Calippusból fejlődött ki a miocén közepén, körülbelül 12 millió évvel ezelőtt. Nagyon hasonlított a mai Equusra, de a pata mögött még ott volt két csökevényes szélső ujj. Hosszú és vékony lábai egy gyorsan futó sztyeppei állatra utalnak.
Nemrégiben még azt hitték, hogy a Pliohippus a mai ló egyenes őse, mivel annyi jellemzőjük közös. A különbség a fogakban látszik, mert a Pliohippus foga erősen hajlott, míg a mai lóé egyenes. Sok tanulmányozás után az őslénykutatók elvetették a feltevést, miszerint a ló őse lenne; manapság inkább az Astrohippus ősének tekintik.
A Pliohippus kövületeit Coloradóban, a két Dakotában és Kanadában fedezték fel.

#### Dinohippus
A Dinohippus volt a legelterjedtebb lóféle Észak-Amerikában a késő pliocén korszak idején. Először azt hitték, hogy a Dinohippus egyujjú volt, de aztán találtak egy kövületet 1981-ben, a Nebraska államban levő Ashfall rétegben (Ashfall Beds), amelynek három ujja volt.
Az állat kövületeit Észak-Amerikában, több mint 30 lelőhelyen lehet megtalálni, Floridától a kanadai Alberta tartományig és Közép-Mexikóig.

#### Plesippus

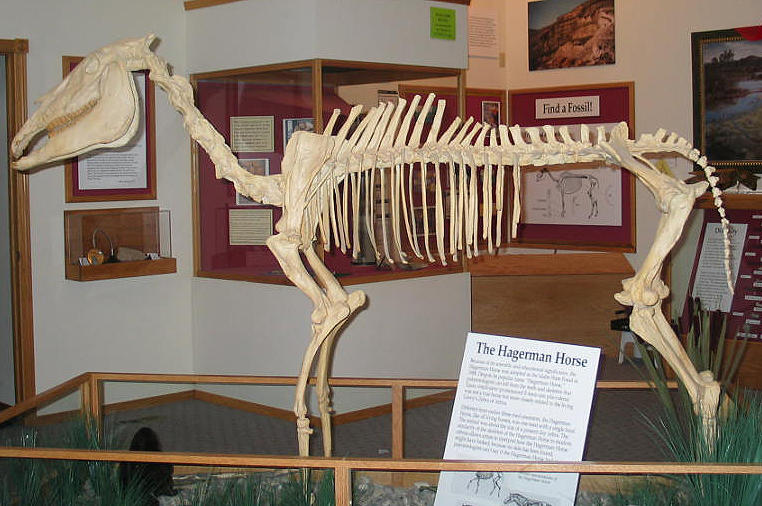
Egy Equus simplicidens csontváz rekonstrukciója

Sokszor a Plesippust tartják a Dinohippus és Equus átmeneti típusának.
A híres maradványokat, amelyeket az idahoi Hagerman mellett (Hagerman réteg, pliocén kori 3,5 millió éves) fedeztek fel, Plesippus kövületeknek tekintették. A maradványokat Plesippus shoshonensisnek nevezték el, de további vizsgálatok azt mutatják, hogy valójában a legősibb Equusról van szó. Az állat körülbelül 425 kilogramm tömegű lehetett, körülbelül olyan nehéz, mint egy arab telivér.
A pliocén végén az időjárás Észak-Amerikában lehűlt, és az állatok délebbi vidékre kellett költözzenek. A Plesippus-fajok egyik csoportja 2,5 millió évvel ezelőtt a Bering-földhídon keresztül átköltözött Eurázsiába.

### Modern lovak

#### Equus
A legősibb Equus fajt, az Equus stenonist Olaszországban fedezték fel. Az őslénykutatók szerint ez az ősló egy Plesippus-szerű állatból evoluált, a harmadidőszak és a negyedidőszak határán. Az Equus stenonis két ágnak adott életet: az egyik ág fajai könnyű testűek, míg a másik ágé nehezebb testűek voltak.
Az Equus stenonis eljutott Észak-Amerikába is, ahol létrejött az Equus scotti. E faj egyik alfaja, mint amilyen az Equus scotti var. giganteus, méretben nagyobb volt a mai lónál.
A genetikai vizsgálatok azt mutatják, hogy a késő pliocénben és a pleisztocénben, körülbelül 3 millió – 10 000 évvel ezelőtt, Észak- és Dél-Amerikában három genetikailag divergens lófaj alkotott egy kládot (klád = egyetlen ősből származó csoport). A három lófaj a következő: a Hippidion, az Equus francisci és a valódi ló.
A Hippidion, amely eléggé rövid lábú lóféle volt, Dél-Amerikában jelent meg először; az ősei a nagy amerikai faunacsere idején költöztek délre , körülbelül 2,5 millió évvel ezelőtt. Amíg nem vizsgálták meg a Hippidion és más újvilági pleisztocén kori lófélék DNS-ét, azt hitték, hogy a pliohippusokból fejlődött ki, de most már elfogadott tény, hogy a Hippidion egy valódi Equus, amely közeli rokonságban áll a lóval (Equus caballus). A lovak második dél-amerikai inváziója 1 millió évvel ezelőtt történt meg, de az „új telepesek” maradványaiból már jól ki lehet venni, hogy modern lovak voltak. A Hippidion, amely úgy tűnik, hogy Dél-Amerika endemikus élőlénye, 8000 éve halt ki.
Az Equus francisci, amely lehet, hogy Észak-Amerika endemikus lova, a pleisztocén korbeli jégmezőktől délre evoluált. Az állat Beringiából 31 000 éve halt ki, de végleg a Hippidionnal együtt mintegy 8000 évvel ezelőtt.

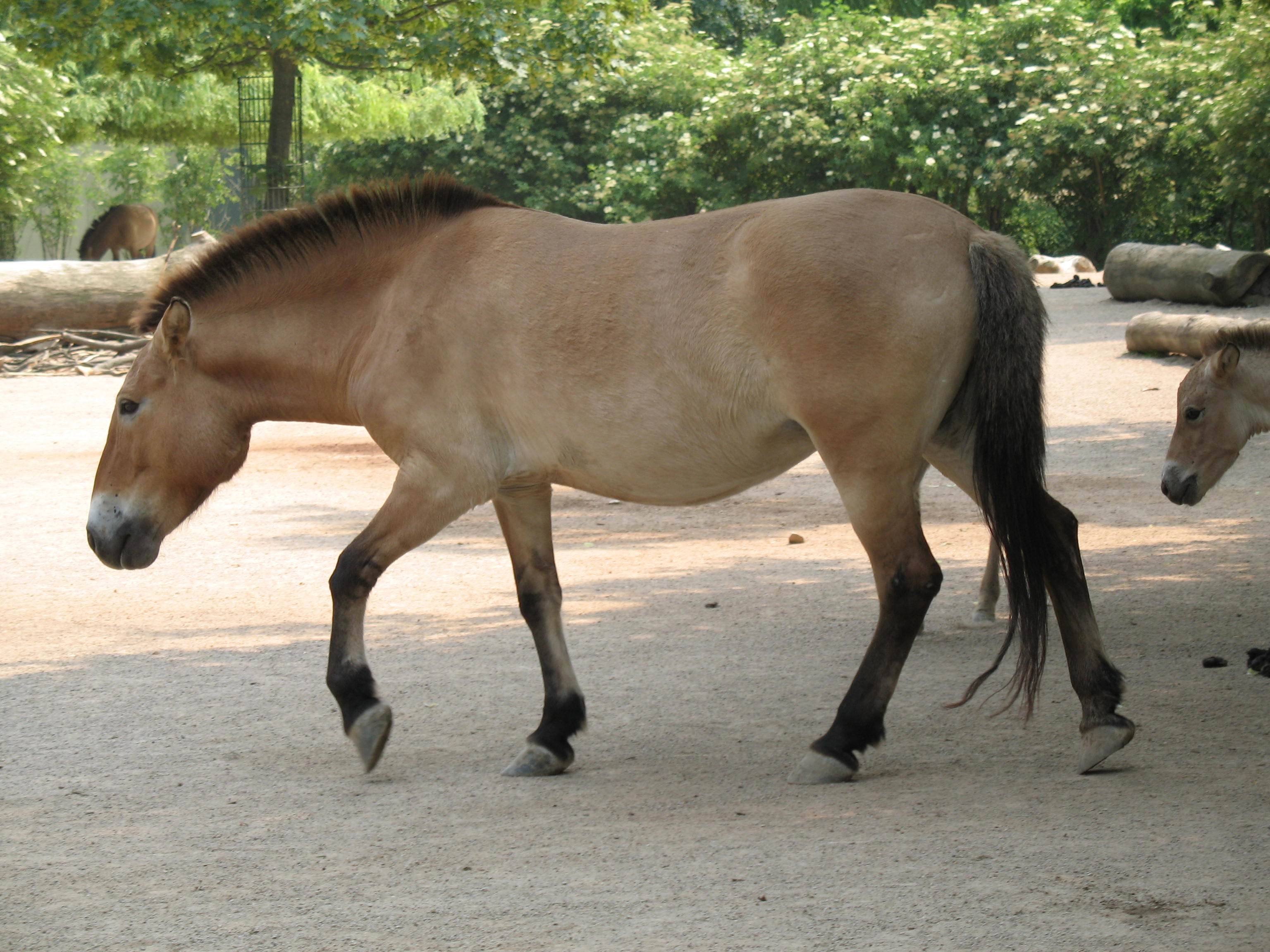
Przsevalszkij-ló

A modern lovak – köztük a házi ló, a Przsevalszkij-ló és a kőkorszaki lovak Németországból, Szibériából és Alaszkából – holarktikus környezetben élő fajok voltak. Két nagy kládot alkottak.
- Az egyik csoport valószínűleg csak Észak-Amerikában élt és kihalt, mielőtt a lovak szelídítése elkezdődött volna.
- A másik csoport elterjedési területe Közép-Európától Észak-Amerikáig tartott. Az utóbbi csoportból kezdte el az ember szelídíteni az első lovakat.[21][22]

Észak-Amerikában 11 000 évvel ezelőtt halt ki az utolsó őshonos ló. Sok vita támadt a lovak és sok más amerikai megafauna kihalása fölött. A hirtelen kihalást, annak ellenére, hogy ezek az állatok sok millió éven keresztül jól éltek, valamilyen különleges hatás idézhette elő. Két fő feltevés van. Az egyik szerint a kihalást az éghajlatváltozásnak tulajdonítják, melynek során körülbelül 12 000 évvel ezelőtt a füves puszták területeit a tundrák kezdték elfoglalni. A másik feltevés szerint az ember megjelenése okozta a kihalást; az emberek túlvadászták az összes nagy testű állatot, köztük a lovat is. A kihalás nagyjából egybeesett az utolsó jégkorszak végével és a vadászó Clovis-kultúra megjelenésével.
A lelőhelyekről a 10 000 év utáni lómaradványok teljesen eltűnnek, de Kazahsztánban és Dél-Ukrajnában ismét megjelennek, de ezek már csak 6000 évesek. Innentől kezdve az ember megtanulta befogni, szelídíteni és megülni a lovat. A lovak szelídítése ettől kezdve hamar elterjedt.

#### Visszatérés Amerikába
A lovak 1493-ban tértek vissza Amerikába, Kolumbusz Kristóf segítségével. Az első lovak spanyol származásúak voltak. Az állatokat először Hispaniola szigetére, aztán Panamába, Mexikóba, Brazíliába, Peruba, Argentínába és Floridába vitték. Floridába a lovak 1538-ban érkeztek meg. A kontinensre először 16, Hernán Cortés által kiválasztott ló tért vissza. A következő felfedezők, mint Francisco Vázquez de Coronado és Hernando de Soto, mind nagyobb és nagyobb számban hoztak lovakat a kontinensre, egyeseket közvetlenül Spanyolországból, másokat pedig a Karib-szigeteken létrehozott tenyésztelepekről. Ahogyan terjeszkedni kezdtek a spanyolok a kontinensen, egyes lovak gazdátlanul maradtak, ezek aztán nagy elvadult méneseket hoztak létre, belőlük lettek a musztángok.
Az amerikai őslakosoknak nem volt szavuk a ló megnevezésére, ezért egyes bennszülött nyelveken a lónak kutya vagy szarvas a megnevezése (egy esetben „szarvas-kutyának” nevezik).

## Az ember beavatkozása a lófélék evolúciójába

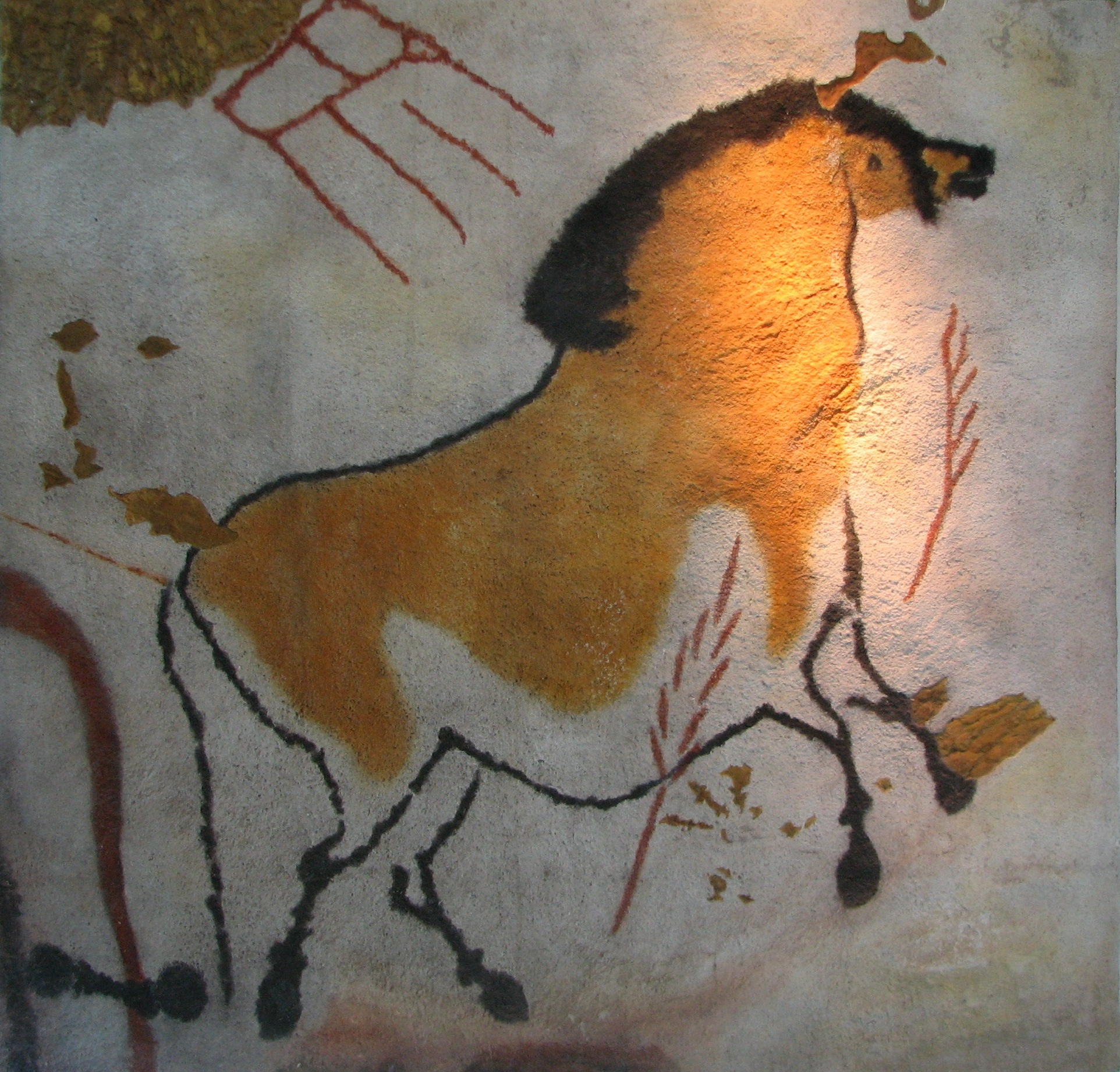
Lascaux-i barlangrajz

Lovat ábrázoló barlangrajz

A ló háziasításáról több feltételezés létezik. Habár a lovat már az i. e. 30 000 éves paleolitikumi barlangrajzokban meg lehet találni, az állat ekkor az ember számára még csak táplálékforrás volt. A háziasítás pontos dátuma még vita tárgya. A lovat először valószínűleg szállításhoz használták, szekerek és harci kocsik elé fogták az állatot. I. e. 2000 környékén a temetkezési helyeken is lehet találni lómaradványokat. A legvalószínűbb dátuma és helye a ló háziasításának i. e. 4000–3500-ra tehető és Ukrajnában (Dereivka-lelőhely) történt.
A hettita Kikkuli, aki Kr. e. a 13. században élt és a Mitanni állam lótenyésztő indo-árja néprétegéből származott, megalkotta az első lótenyésztési szakkönyvet, amelyben a lovak betanításáról és edzéséről ír.
Habár a háziasítás pontos idejét nem ismerjük, azt tudjuk, hogy a ló használata Eurázsiában villámgyorsan elterjedt. Szókratész tanítványa, Xenophón görög történetíró, i. e. 360-ban írta Peri hippikész „A lovaglásról, esetleg a ló és az ember közötti kapcsolatról” című művét, melyben megfogalmazta a lovaglás alapeszméit. (Melyek a helyes lovaglás rejtelmei, mire figyeljünk a lovak megvásárlásakor stb.)
A lovat a szállításban, a mezőgazdaságban és a háborúkban egyaránt használták. A mezőgazdaságban a lovakhoz és az öszvérekhez először jármokat és egyéb, nem lónak való szerszámokat használtak, ezek az ökrök testfelépítéséhez voltak alkalmasak, aztán Nyugat-Európában, a háziasítás után néhány ezer évvel később kitalálták a hámot, amelynek segítségével az állat egész teljesítőképességét ki tudták használni.

### A házi ló elődei
2005-ben mitokondriális DNS vizsgálatot végeztek számos mai lófajta és 53 000 éves lócsontok felhasználásával. Ennek eredménye az volt, hogy az összes megvizsgált állatot egy kládba helyezték, vagyis az összes mai lónak egy közös őse volt. A ma is élő, de sohasem szelídített Przsevalszkij-lónak 66 kromoszómája, míg a házi lónak csak 64 kromoszómája van. A genetikai vizsgálatok azt mutatják, hogy a Przsevalszkij-ló Eurázsia keleti sztyeppéiről származik, ezért nem ahhoz a csoporthoz tartozik, amelyből a ló fejlődött ki, vagyis a tarpán-csoportból (a barlangrajzokon a tarpán látható, amely, bár nem is közeli rokona a Przsevalszkij-lónak, mégis igen hasonlít erre: nagy fej, piszkossárga szín, a lábak néha csíkosak, vastag nyak, felálló merev sörény és eléggé rövid, oszlopszerű lábak).
A DNS-vizsgálatból nem lehet megtudni, hogy hányfajta állatból alakult ki a mai ló, mivel az évezredek során az állatokat össze-vissza keresztezték egymással. A lovak rendszerezését az alak és a hasznosítás szerint alkotják meg. Sokféle feltételezés létezik ezzel kapcsolatosan, egyesek szerint négy alaptípus volt, amelyek külön fajok vagy alfajok voltak, de elég közel álltak egymáshoz ahhoz, hogy keveredhessenek és termékeny hibridet hozzanak létre; egy másik feltételezés szerint csak egy faj volt, amelyből a különböző élőhelyekhez alkalmazkodva, más és más alak fejlődött ki. A harmadik feltételezés szerint a lovak sokféle alakja és típusa az ember tevékenységének köszönhető. Manapság a következő bazális prototípusokat fogadják el:
- A „melegvérű alfajok” vagy „erdei lovak” (ajánlott tudományos nevük Equus ferus silvaticus): ezekből fejlődött ki az Equus ferus germanicus. Lehet, hogy ez az a prototípus, amelyik hozzájárult a melegvérű lovak és a „nehéz lovak” – mint amilyen az ardenni – kialakulásához.
- Az „igavonó alfajok” (fogatlovak) kis, tömzsi, nehéz testfelépítésű állatok voltak, sűrű sörénnyel és szőrzettel. Észak-Európából származnak, ahol az éghajlat hideg és nedves. Hasonlítottak a mai fogatlovakhoz és a shetlandi pónihoz.
- A „keleti alfajok” (ajánlott tudományos nevük Equus agilis) magas, karcsú és fürge állatok voltak. Nyugat-Ázsiában fejlődtek ki, ahol forró és száraz az éghajlat. Mai utódai között megemlíthető az arab telivér és az akhal teke.[34]

## Lótípusok
A lovaknak és a póniknak nagyon sokféle típusa ismert, kezdve a nagy testű, lassú mozgású nehézigás lótól a karcsú és gyors angol telivérig. Egy-egy típus általában a fajták keresztezésének eredménye, de vannak olyanok, amelyeket kifejezetten meghatározott célra tenyésztettek ki. Például egy nagy testű igásló és egy telivér keresztezéséből olyan ló születik, amely egy termetes lovast is könnyen elbír a hátán.

### Típusok vérmérséklet szerint
Különböző alkatú, méretű lovakat ismerünk. Ha azt mondjuk, két vagy több ló ugyanahhoz a fajtához tartozik, ez azt jelenti, hogy hasonló tulajdonságokkal rendelkeznek. A lófajtákat vérmérséklet szerint három csoportba soroljuk:
- melegvérű lovak,
- hidegvérű lovak,
- nemesvérű lovak.

A póniknál ilyen felosztás nincs.
- A melegvérű lovak az ázsiai kezdetleges házi lovaktól és a tarpántól származnak. Élénk, finom csontozatú fajta, alkatuk sokoldalú hasznosításra utal. A lovak „típusát” aszerint határozzák meg, hogy milyen munkára alkalmasak.
- A hidegvérű lovak Észak-Európából származnak, ahol bőven találhatók kövér legelők a hűvös, csapadékos időjárás következtében. Nem csoda, hogy ebbe a fajtába tartozó lovak mind nagy testűek és igen erősek, mint a brabanti vagy belga lovak.
- Nemesvérű lovak: az anglo-arab egyesíti magában a nemesvérű lovak minden szépségét, finomságát és eleganciáját. Eredetileg a Közel-Keletről és Észak-Afrikából származik, ahol a sovány legelők és a szélsőséges időjárás a kisebb testű, szívós és gyors lófajta kialakulásának kedvezett.
- A pónilovak legfeljebb 148 cm magasak és többségükben tiszta vérű őshonos fajta, akárcsak az izlandi póni. A póni lába rövidebb, mint a lóé, de méretéhez képest erősebb. A pónik szívós, öntörvényű állatok.

### Típusok hasznosítás szerint
- Fogatlovak: Azoknak a lovaknak, amelyek fogathúzásra alkalmasak, általában meredekebb a lapockájuk, ezáltal jól felfekszik rá a hám, másrészt a csüdjük is meredekebb. Lábukat magasabbra szokták emelni, ami elegánsan mutat a fogatban, ám a lovaglásnál kifejezetten kényelmetlen.
- Hátaslovak: A lovaglásra használt állatnak erősnek kell lennie, hogy elbírja lovasát, törzsének pedig keményebbnek, hogy a lovasnak jó ülést nyújtson. Dőlt lapockájának köszönhetően hosszabb és alacsonyabb lépésekkel halad, ami kényelmessé teszi a lovaglást. Ebben szerepe van a kisebb szöget záró csüdjének is. Az izmos far és hosszú hátsó láb az ugrásban válik előnyére.
- Sportpóni: A hátasló a legjobb tulajdonságaival rendelkezik, szép, arányos testfelépítésű, a vérmérséklete pedig tökéletes.
- Nehézigás lovak: Masszív testfelépítése, vastag csontozata és erős izmai nehéz terhek vontatására teszik képessé.
- Kocsiló: E típusnak is erősnek kell lennie, mégis könnyebb testűek, ezáltal elegánsabbak. Lábukat magasra emelik. Két egymáshoz illő ló párban igen értékes.
- Cob: Nyugodt természetű hátasló, amelynek kissé rövid lába és zömök teste van. Hagyományosan az idősebb és testes lovasok használják előszeretettel. A cob sörényét gyakran rövidre vágják.
- Pólópóni: Kis testű ló. Gyorsan mozog, fordulékony, képes hirtelen felgyorsulni, megállni vagy irányt változtatni. Azonnal végre kell hajtania lovasa utasításait.
- Vadászpóni: Teste erőteljesebb, kevésbé tetszetős, mint a klasszikus hátaspónié. Amellett, hogy jó hátasló, gyors mozgású, és ugornia is tudni kell.

A lónak több mint 300 fajtája ismert, amely az ember számos igényét elégíti ki.
Néhány ismertebb fajta: angol telivér, andalúz ló, kisbéri félvér, lipicai, arab telivér, Camargue-i ló, Shetlandi póni.

## Összefoglaló a megjelenésről

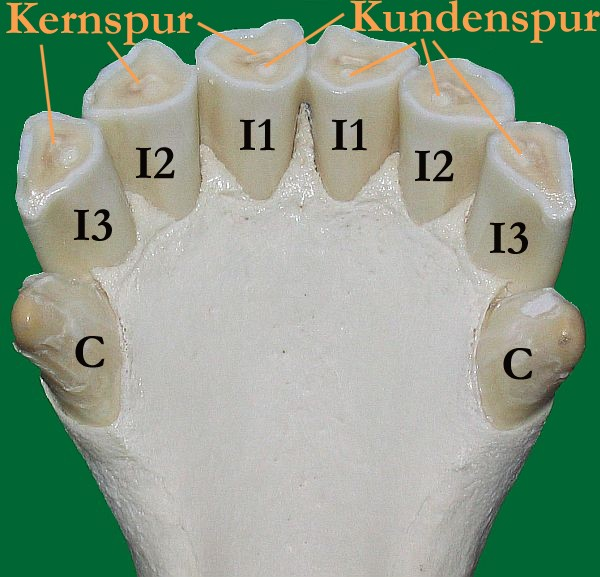
A ló fogazata

### A lábujjak
A lovak ősei kezdetben a középső és a két mellette levő ujjon jártak. Ezt azért tudjuk, mert a leltek azt mutatják, hogy a két szélső uj körmei is koptak. A mai lónál is megvan a második és negyedik ujj csökevényes maradványa, de ezek már nem látszanak. Sokáig azt hitték, hogy fölöslegesek, de most már tudott dolog, hogy ezek másodlagos, preadaptív jellegű funkcióként segítenek tartani a térd és csukló ízületeit (ez esetben a preadaptáció speciális változatáról van szó: az új funkciót korábban elcsökevényesedett anatómiai képlet veszi fel).

### A fogak
A fejlődéstörténet során a lovak fogai nagy változásokon mentek keresztül. Az első, mindenevő-szerű kisőrlőkből álló fogazat idővel közönséges növényevő fogazattá fejlődött. A fogak hosszúak lettek (a leghosszabbak 10 centiméteresek), kockaszerű őrlőkké alakultak, melyeknek lapos rágófelületük van. A fogakkal egy időben a koponya alakja is megváltozott, meghosszabbodott. A lovak evolúciója során a nyak és a lábak meghosszabbodtak, ennek megfelelően a testméret is megnőtt.

## A mai lófélék
Az Equus-család az alábbi nemet, alnemeket és fajokat foglalja magában.
- Equus (Linnaeus, 1758) – 9 faj
  - Equus alnem
    - Ló (Equus ferus)
      - †Tarpán (Equus ferus ferus)
      - Przsevalszkij-ló vagy ázsiai vadló (Equus ferus przewalskii)
      - Házi ló (Equus ferus caballus), számos fajta

  - Asinus alnem
    - Vadszamár (Equus africanus)
      - Núbiai vadszamár (Equus africanus africanus)
      - Szomáliai vadszamár (Equus africanus somalicus)
      - Házi szamár (Equus africanus asinus)

    - Onager vagy félszamár (Equus hemionus)
    - Kiang (Equus kiang)

  - Dolichohippus alnem
    - Grévy-zebra (Equus grevyi)
    - Equus simplicidens

  - Hippotigris alnem
    - Alföldi zebra (Equus quagga)
      - Kvagga (Equus quagga quagga)

    - Hegyi zebra (Equus zebra)
    - Hartmann-hegyizebra (Equus hartmannae)

### Lovak

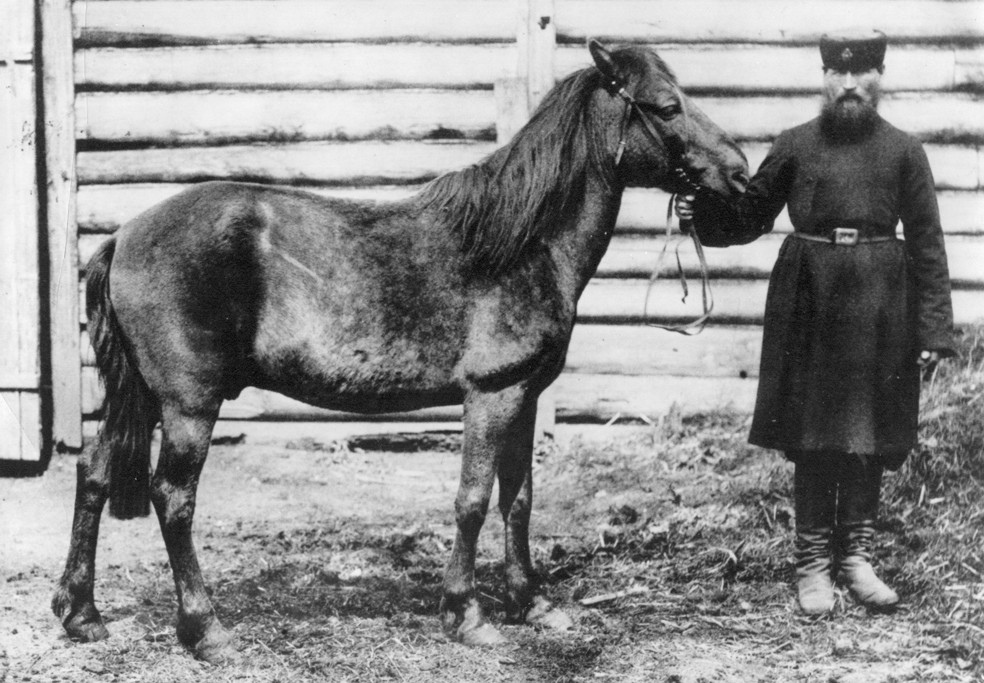
Tarpán

- A tarpán volt az eurázsiai vadló. Mai vélemények szerint a Przewalski ló egyik alfaja. A faj utolsó egyede 1875-ben, Moszkvában pusztult el. A lengyel parasztok gyakran keresztezték házi lovaikat a tarpánnal. Ennek eredménye egy kis lóféle, a konik lett. Jelenleg az olyan állatokat, mint a konik, vagy a Portugáliában fennmaradt Sorraia póni, használják a tarpán visszaszaporítására és próbálják kitölteni azt az ökológiai rést, mely a faj eltűnésével keletkezett. A hucul ló, mely a Kárpátok-ban él, valószínűleg a tarpán közvetlen leszármazottja.

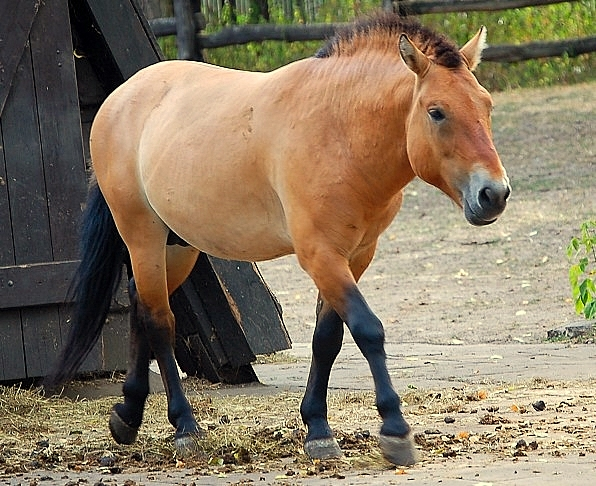
Przsevalszkij-ló

- A Przsevalszkij-ló más néven ázsiai vadló vagy mongol vadló, illetve takhi a vadló egyetlen máig élő alfaja, a házi ló legközelebbi vadon élő rokona. Napjaink „legvadabb” lova, mivel az amerikai musztángok elvadult állatok, olyan lovak, melyeket már egyszer háziasítottak, de elszöktek és így nyerték vissza jelenlegi vad állapotukat. A Przsevalszkij-lovat viszont soha nem háziasították sikeresen és napjainkban is megmaradt igazi vadlónak. Valaha számtalan olyan lóféle élt, melyeket nem sikerült háziasítani, ideértve a tarpánt, az onagert és más fajokat. De legtöbbjük mára kihalt és a Przsevalszkij-ló az egyetlen igazi vadló a világon. A Przsevalszkij-ló a háziasított lóhoz képest zömök testfelépítésű és rövid lábai vannak. Általában 1,4 méter magas és 2,1 m hosszú, a farok hossza 90 cm. Súlya kb. 350 kg. A szőrzet színe fakó. A sörény (mely felfelé mered) körüli rész sötétbarna, a horpasz fakóbarna, a hastájék pedig sárgásfehér színű. A Przsevalszkij-ló lábai gyakran halványan csíkozottak. A háton hátszíj található.[35]

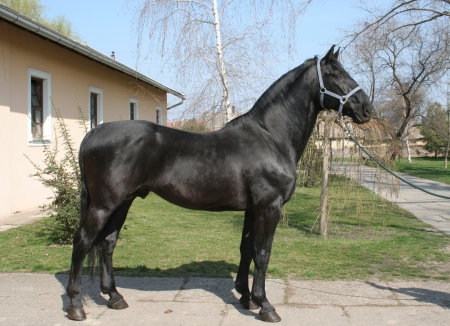
Házi ló

- A ma ismert házi ló hosszú törzsfejlődés során vált olyanná, amilyennek ma ismerjük. Ez a törzsfejlődés több mint 60 millió évre nyúlik vissza. A ló háziasítása a korai civilizációk idején, nagyjából 4000 évvel ezelőtt, Közép-Ázsiában kezdődött (botaji kultúra), majd a mai Dél-Oroszország, illetve Mezopotámia területén folytatódott. A nomád lótartók hamarosan rájöttek, hogy a lovon szállíthatják felszerelésüket, elkezdték tehát málhás lovakként használni őket. Nyugat- és Közép-Európában körülbelül 700 óta, a vaskortól használják a lovat hátasállatként. Izomzata fejlett, erős. A lónak testéhez képest kis gyomra van, ezért figyelni kell etetésére. Túletetés esetén különböző halálos szövődményű betegségek alakulhatnak ki. A fejformán a ló fejének oldalnézetét értjük. Különböző fejformái csak esztétikai szempontból fontos: egyenes fej, kosfej, Félkosfej, juhfej,, ékfej, disznófej, csukafej. Hasznosság szempontjából fontos szerepet tölt be a ló hátának és farának hossza és alakja. Az ideális háthossz általában a hasznosítás függvénye: a lovassportokban leginkább a közepesen hosszú hát, a hidegvérű fajtáknál a rövid hát az ideális. A ló "farmotoros jármű": erejét, sebességét és teljesítményét nagyban befolyásolja a far alakja és izmoltsága. A hát és a far formája között nincs összefüggés, mindkét testtáj bármelyik formája kialakulhat egy-egy egyednél. A ló színezete: alapszínek: fekete, pej, sárga és fakó; kevert színek: deres, szürke és tarka. A ló jegyei azok a jegyek amelyek segítségével a lovat azonosítani lehet. A jegyeket a ló személyazonossági okmányaiba be kell vezetni. A ló méreteit sokféleképpen megadhatjuk, marmagasság, valamint övméret és szárkörméret alapján. Ma már a lovakat Magyarországon földművelési munkára, igahúzásra általában nem használják. Főként a hobbi és a sport szerelmesei tartják őket. Másrészt a húsát és tejét hasznosítják. A lovasnomád népek – ahogyan a régi magyarok is – a ló tejéből a magas cukortartalomnak köszönhetően a mai napig alkoholos erjesztett italt, kumiszt készítenek. A házi ló vérmérseklét és hasznosítás szerint csoportosítható. Vérmérséklet szerint lehet: melegvérű ló, hidegvérű ló, nemesvérű ló és póniló. Hasznosítás szerint pedig lehetnek: fogatlovak, hátaslovak, sportpóni, nehézigás lovak, kocsilvak, cob, pólópóni, vadászpóni.

### Szamarak

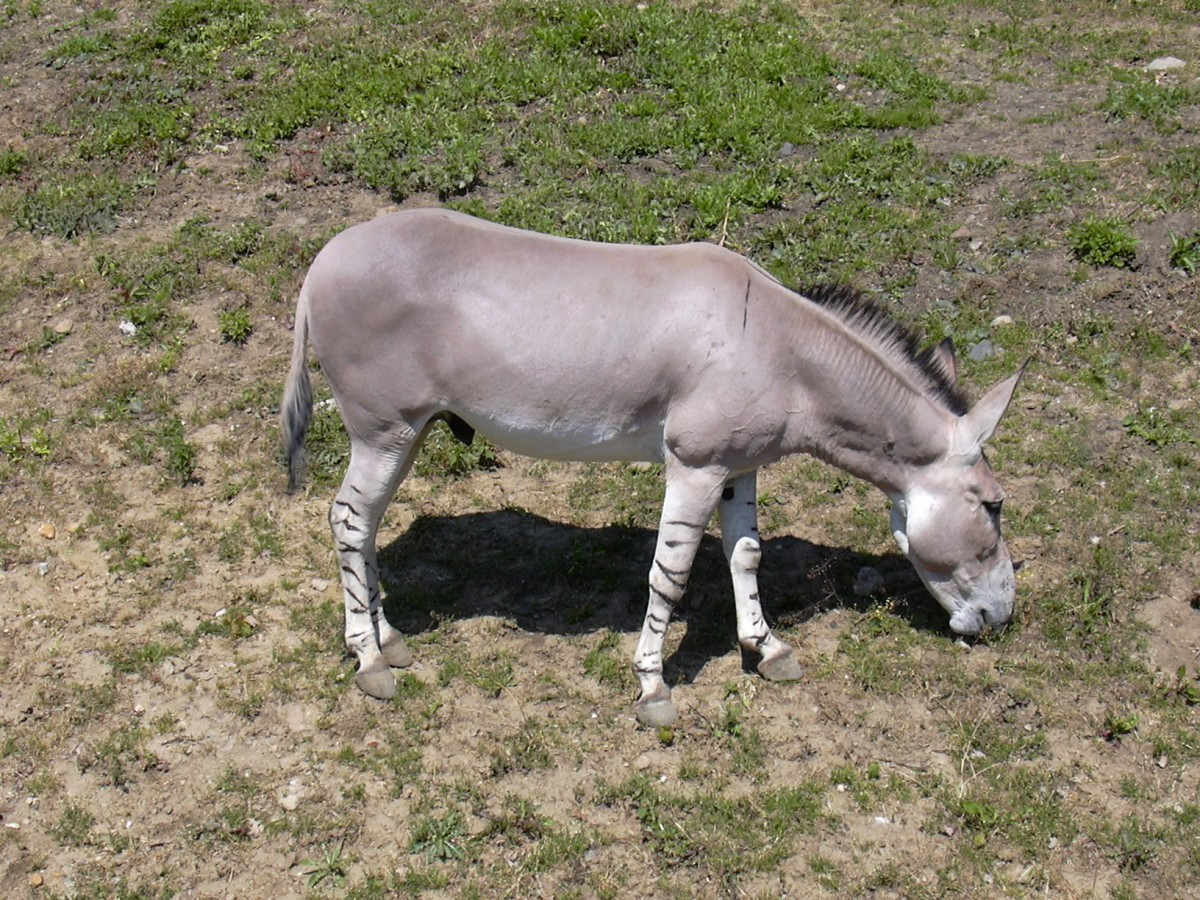
Vadszamár

- A vadszamár eredeti elterjedési területébe beletartozott majdnem egész Észak-Afrika, Marokkótól egészen Szomáliáig. Ezenkívül az Arab-félszigeten és Mezopotámiában is előfordult. A vadászat, élőhelyének elpusztítása valamint a háziasított lovaktól és szamaraktól elkapott fertőző betegségek miatt állományai nagyon megfogytak, eredeti elterjedési területének java részéről ki is halt. Ahol még él, mindenütt fenyegeti a házi szamarakkal való keveredés veszélye. Mára a vadszamár csak Afrika néhány északkeleti, eldugott területén fordul elő. Az állat ritka és veszélyeztetett, alig pár száz példánya maradt. Ma már csak Etiópia, Eritrea, Dzsibuti és Szomália és Szudán félsivatagi, sivatagi vidékein él. A vadszamár marmagassága alfajonként eltérő: általában 125–145 centiméter között van. Testhossza 200 centiméter, farokhossza 42 centiméter, súlya 275 kilogramm. A lófélék családjának legkisebb vadon élő képviselője. Szőrzete felül szürkésbarna színű, nyáron kissé rőtes árnyalatot vesz fel. Hasa világosabb, majdnem fehér. Jellemző bélyege a kereszt alakú fekete csíkok a vállán és a hátán. Farka fekete bojtban végződik. A vadszamár a világszerte elterjedt házi szamár őse. Háziasítása nagyjából i. e. 4000 évvel indult el Egyiptomban, és valamivel később Mezopotámiában. A házi szamár világszerte sokfelé elvadult, így az Amerikai Egyesült Államokban és Ausztráliában élő úgynevezett „vadszamarak” csak elvadult házi szamarak, nem e faj egyedei.

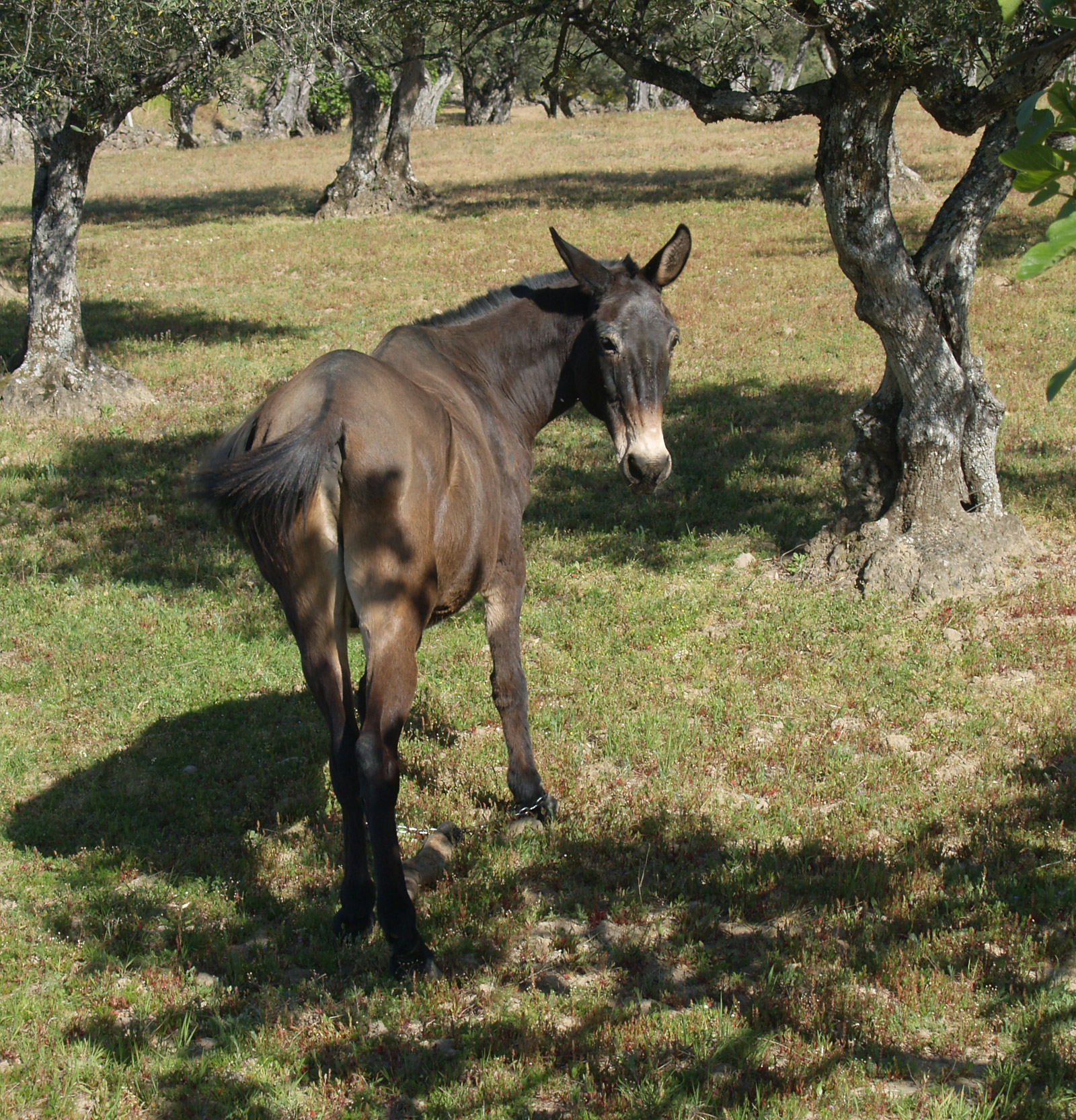
Öszvér

- Az öszvér a házi szamár (Equus asinus) és a ló (Equus caballus) keresztezéséből származó fajhibrid. A keresztezésből született öszvér utód erős, szívós igénytelen haszonállat. Hegyvidéken is biztonságos járása miatt évezredek óta használják teherhordóként, igavonóként, de hátasnak is. Egy lókanca és egy szamárcsődör hibridje, a lóöszvér a ló anyára, a szamárkanca és a lócsődör hibridje, a szamáröszvér, a szamár anyára hasonlít. Mind a kétféle öszvér génjeinek egyik fele ló, a másik fele szamár eredetű, küllemük azonban annyira különbözik, hogy sok nyelvben külön szavakat is használnak a kétféle öszvérre. Az öszvérnek soha nincs „szamár-szürke” színe, mert mindig a ló színeit örökli.[36]

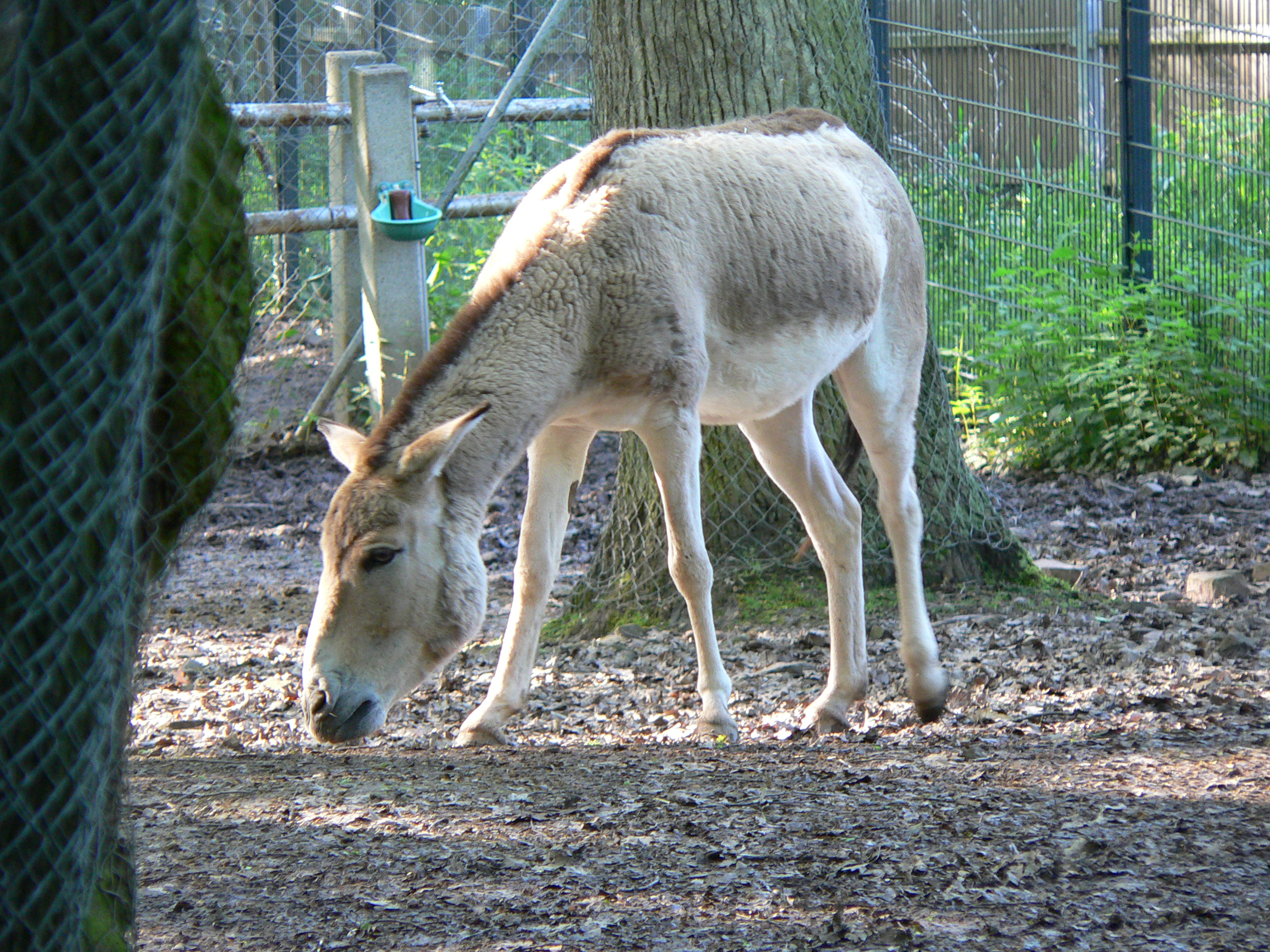
Onager

- Az onager a lófélék családjába tartozó nagy testű emlős, vadszamár mely Szíria, Irán, Pakisztán, India és Tibet sivatagos területein honos. Néha félszamárnak vagy ázsiai vadszamárnak is nevezik. Az onager teste nagyobb, mint a szamáré, körülbelül 290 kilogramm súlyú és 2,1 méter hosszú. Az állat valamivel lószerűbb. Rövid lábszára különbözteti meg az onagert a lótól, és színe évszakonként változik. Nyáron általában vörösesbarna, a téli hónapokban sárgásbarna színt ölt. A hát közepétől lefelé haladva a fehér részt fekete sávok határolják. Az onagereket az ókorban a sumerek kocsiba fogták (i. e. 3. évezred).

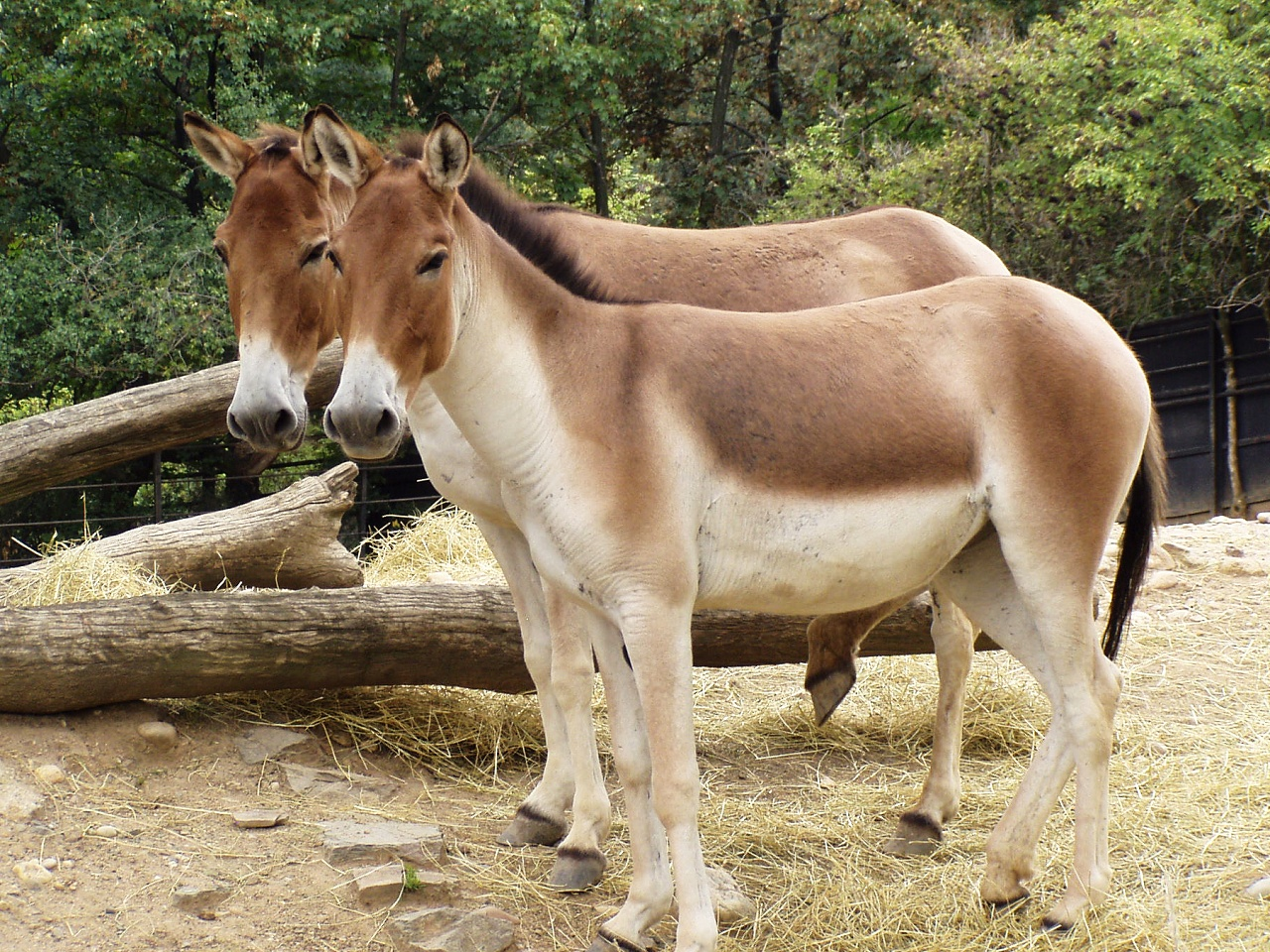
Két kiang

- A kiang a Tibeti-fennsík őshonos lóféléje. Az állat az olyan hegyi és alpesi legelőket kedveli, amelyek 4000–7000 méteres magasságban vannak. Manapság csak Észak-Nepálban él, a Tibeti határ szélén.[37] A szamarak közül a kiang a legnagyobb testű, és közeli rokonságban áll az onagerrel, emiatt sokáig azt hitték, hogy ennek egyik alfaja. Az állat marmagasága 140 centiméter. Nagy fején tompa orr és bemélyedő orrlyukak vannak. Sörénye feláll és eléggé rövid. Bundája gesztenyebarna, télen sötétebbé válik, nyáron pedig vörösesebbé, és ilyenkor vedlik is. A nyári szőrzet 1,5 centiméter hosszú, míg a téli szőrzet kétszerese ennek. A lábak, a nyak, a hasi rész, az orr vége és a fülek belső részének a széle fehér színű. A nyaksörénytől a farokig, széles, csokoládébarna hátgerinccsík húzódik. A farok feketés-barna. A két nem majdnem azonos méretű.

### Zebrák

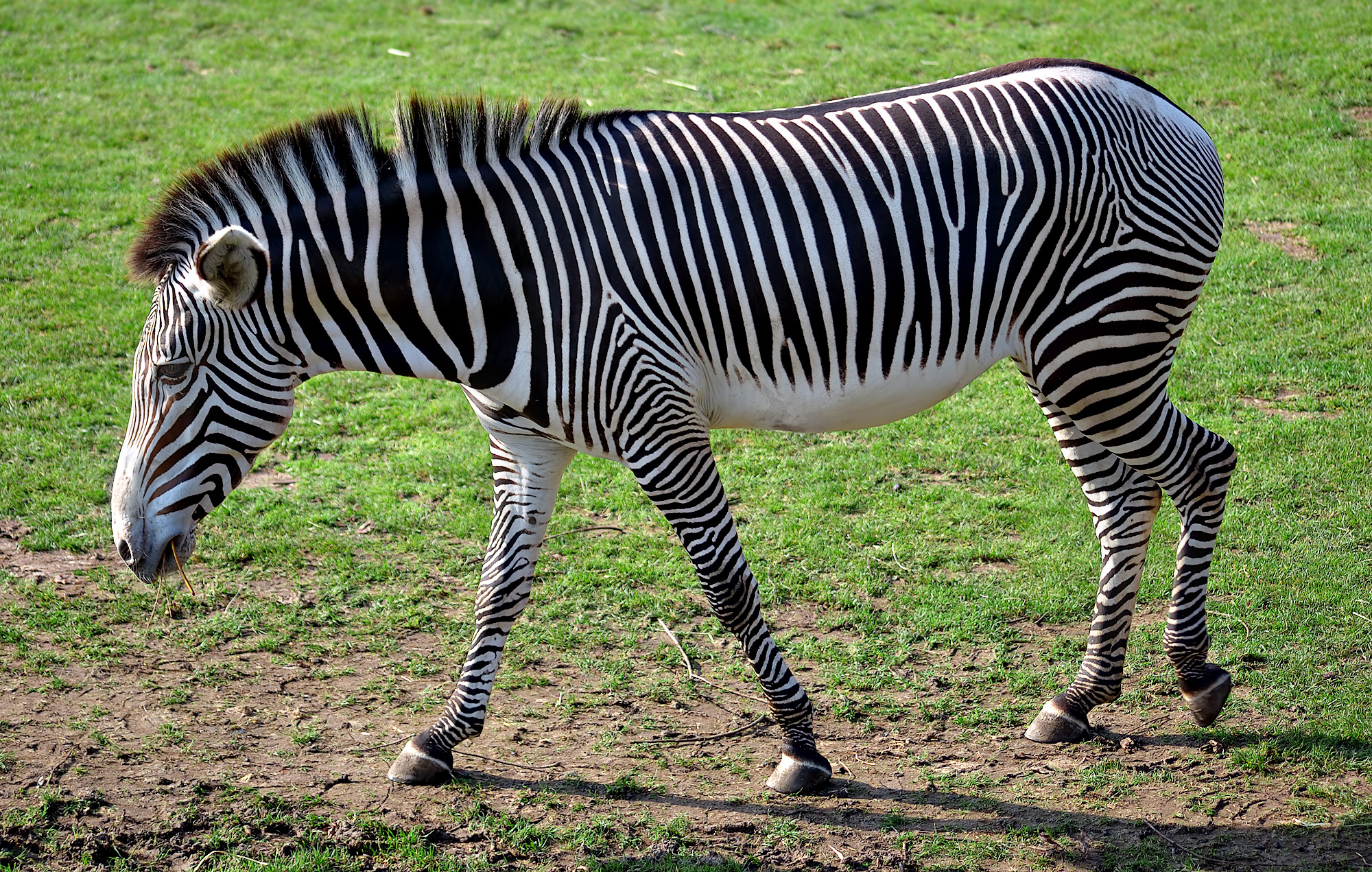
Grévy-zebra

- A Grévy-zebra ma kizárólag Dél-Etiópia (az Ogaden és az Awash völgye) és Kenya száraz területein, bozótosokban és füves pusztákon fordul elő, mind kisebb számban. Szomáliából az 1970-es években pusztult ki végleg. A többi zebrafajtól jól elkülöníthető igen sűrű fekete csíkozása miatt, amely fehéres-krémszínű hasán és a fehérrel keretezett fekete orrán kívül egész testét, robusztus nyakát és fejét, illetve végtagjait is borítja. Hátán a gerinc mentén fehérrel keretezett fekete sáv fut végig. Sörénye rövid, durva szőrű. Marmagassága 145–160 centiméter, fara ennél némileg alacsonyabb. Testhossza 250–275 centiméter, farka 55–75 centiméter. A faj testtömege 350–450 kilogramm között mozog.

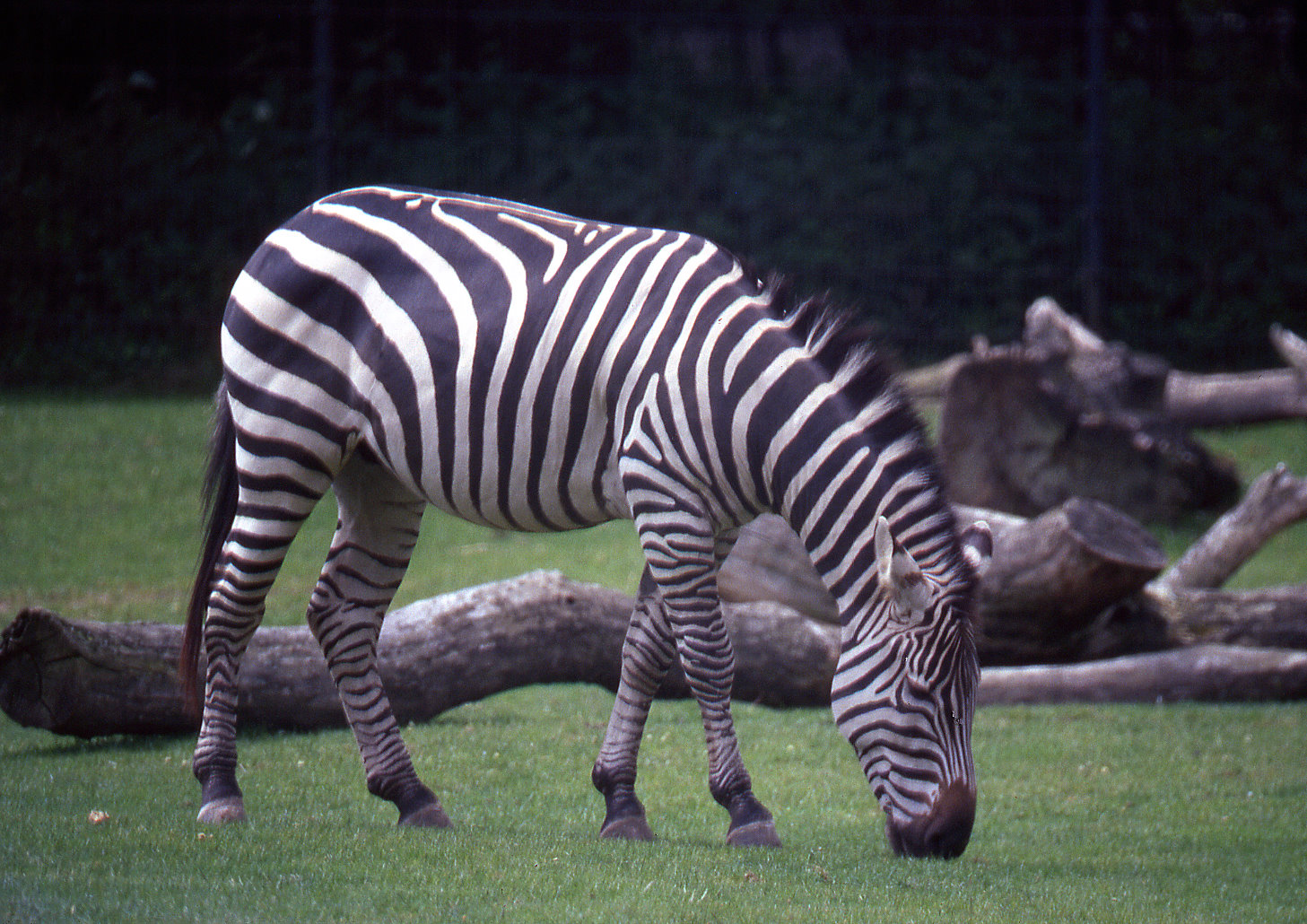
Alföldi zebra

- Az alföldi zebra nyílt szavannás jellegű vidékeken él Afrikában Szudán és Etiópia déli részétől Kelet-Afrikán keresztül délre egészen a Dél-afrikai Köztársaságig és Namíbiáig. A zebrafajok közül ennek a fajnak a legnagyobb az elterjedési területe és ez a leggyakoribb faj közülük, sőt a házi lovat nem számítva az egész lófélék családjából is. A legelterjedtebb zebrafaj, testhossza 217–246 centiméter, marmagassága 110–145 centiméter, farokhossza 47–56 centiméter és testtömege 175–385 kilogramm. Külső megjelenése lószerű, rövid fülekkel, erős, függőlegesen álló sörénnyel. Faji jellegzetessége a széles fekete-fehér csíkozás, a fehér sávokban szürkés, vagy sárgásbarna árnyalatú, úgynevezett „árnyékcsíkokkal”. A csíkozás a nyakon a sörényre is átterjed, valamint az oldalcsíkok elvékonyodó formában a has alatt összeérnek, azonban a lábak alsó részén elhalványulnak, vagy hiányoznak. Hangadása: a lóhoz hasonló horkantás és prüszkölés, veszély esetén a mének éles füttyöt, majd ugatásszerű „Kwaha – Kwa-ha-ha…” nyerítést hallatnak.

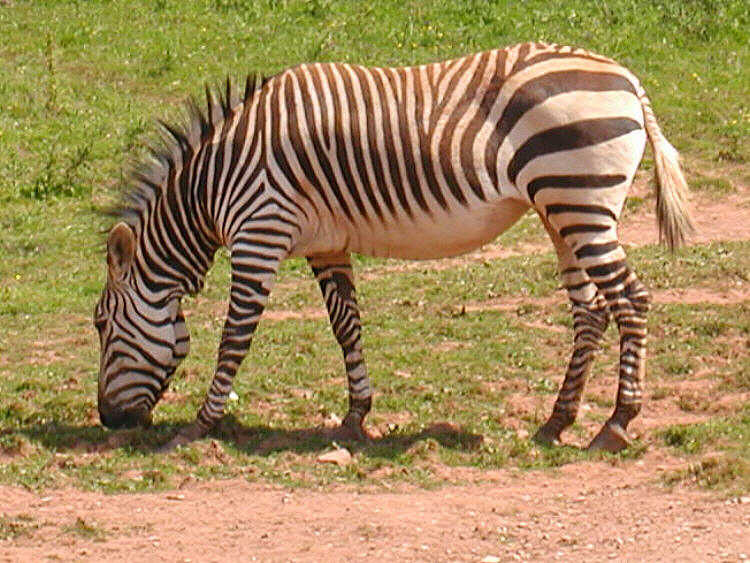
Hegyi zebra

- A hegyi zebra szabadon csak Dél-Afrika hegyvidékein él. A kihalás veszélye fenyegeti. A hegyi zebra fej-törzs-hossza 210–260 centiméter, farka 40–55 centiméter, marmagassága 116–150 centiméter, testtömege 240–372 kilogramm. Szőre sima, keskeny csíkokkal, hasa fehér; nyaka alatt bőrlebeny van, amit toroklebenynek is neveznek – ez a másik két fajnál hiányzik. A csíkok révén az állat beleolvad a „csík tengerbe”, így a ragadozóknak megnehezítik az áldozat kiválasztását. Mivel nincs két egyforma csíkozású zebra, az állatok csíkjaik miatt felismerik egymást és a csikó is könnyebben felismeri az anyját. Sőt egyes kutatók úgy vélik, hogy a csíkos minta a cecelégy összetett szemére kontúrfeloldóként hat.

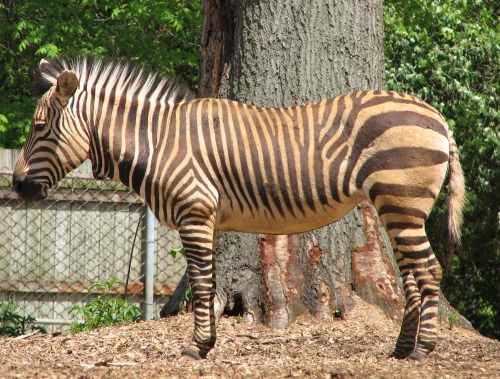
Hartmann-hegyizebra

- A Hartmann-hegyizebra a hegyi zebra alfaja, melyet korábban megkísérelték önálló faji szintre emelni, azonban a további genetikai vizsgálatok nem erősítették meg a különválását.[38] Az állat Nyugat-Namíbia és Délnyugat-Angola területén él. A Hartmann-hegyizebra 7–12 fős csapatokban él, és a száraz hegyvidéki élőhelyeket választja otthonának.

### Fordítás
- Ez a szócikk részben vagy egészben  az   Evolution of the horse című angol Wikipédia-szócikk ezen változatának fordításán alapul.  Az eredeti cikk szerkesztőit annak laptörténete sorolja fel. Ez a jelzés csupán a megfogalmazás eredetét és a szerzői jogokat jelzi, nem szolgál a cikkben szereplő információk forrásmegjelöléseként.